# Umljanović
Umljanovići (njemački: Zamelin, talijanski: Umliane, Umiglianovich) naselje su u općini Ružić, u Šibensko-kninskoj županiji. Ovaj kraj naseljen je još od brončanog doba. U vrijeme antike na brdu Balina glavica nalazio se delmatski grad-utvrda Sinotij, kojeg je prvi rimski car Oktavijan August u potpunosti razorio. Na njegovom mjestu niknulo je rimsko municipalno središte Municipium Magnum, urbani antički centar koji je opstao preko 400 godina. U vrijeme osmanskih osvajanja ovih prostora, na području Umljanovića nalazilo se selo Treskale, jedno od značajnijih naselja u Petrovom polju. Današnje ime naselja prvi put se javlja 1550. godine, kada se u šibenskim spisima spominje Mate Čulinović, Morlak de Vmiglienouich.

## Ime
Prvi spomen imena Umljanovića u današnjem obliku javlja se u spisima šibenskih bilježnika gdje je 1550. upisan Morlak Mate Čulinović iz Umljanovića (de Vmiglienouich).
Ne zna se točno etimološko porijeklo imena naselja, ali postoji više teorija. Prva, i vjerojatnija, teorija je da je naziv etničkoga podrijetla, tj. Humgliane koje svjedoči o tome odakle su došli njegovi stanovnici (iz Huma, tj. Hercegovine). Prema drugoj teoriji, ime je nastalo od osobnog imena Morlaka Umiljena (Humilenus) Genešića, koji je bio dio skupine koja na saboru u Cetini pod Sinjem 1379. godine optužena za napad na kneginju Margaretu, udovicu kneza Ivana Nelipčića.
Umljanovići se spominju i u crkvenoj knjizi vjenčanih župe u Vranjicu od 1665. do 1676. godine. Sredinom 17. stoljeća petropoljci u velikim brojevima dolaze u područje Vranjica. Među njima su zabilježena prezimena Laličići (1660.) i Lalići (1666.) iz Umljanovića.
Umljanovići su zapisani u mletačkom katastru naselja s područja Knina (Territorio di Knin), kojeg je 1709. godine sastavio Cosmo Farentini, kao Umigianovich.

## Zemljopis
Selo Umljanovići smjestilo se u podnožju planine Moseć u Zagori, u jugoistočnom djelu Petrovog polja. Sastoji se od 17 zaseoka: Grizelji, Lovrinovići, Trive, Žeravice, Bačići, Lele, Vrbatovići, Šimundže, Božidarovi, Đereci, Ivaniševići, Gabele, Relote, Ćulavi, Pućo, Kaići i Mešini.
U Umljanovićima nalazi se Gabelino jezero, iznad kojeg je brdo Greda. Uz Gabelino jezero u Umljanovićima postoji i nekoliko stalnih izvora podzemnih voda: Tabašnica, Grabovac vrilo i Paškino vrilo. Kroz sjeverni dio sela teče i rijeka Čikola. Najveći vrhovi u Umljanovićima su Žeravičin Ošljar (586 m), Lovrinovića strana (493 m), Pavin umac (476 m), Čelinka (466 m), Drinova kosa (444 m) i Lišnjak (406 m).
Cestovna udaljenost od bližih gradova:
- Drniš – 14 km
- Vrlika – 30 km
- Knin – 32 km
- Sinj – 37 km
- Šibenik – 46 km
- Split – 54 km

Umljanovići graniče s Baljcima, Mirlović Poljem, Kljacima, Donjim Vinovom, Gornjim Planjanima i Mosećom.

## Klima
U Umljanovićima vlada mediteranska klima – ljeta su vruća i suha, a zime su blage i kišovite. Prosječna godišnja temperatura je 18 °C, a godišnje padne prosječno 418 mm kiše.
|                    | Siječanj | Veljača | Ožujak | Travanj | Svibanj | Lipanj | Srpanj | Kolovoz | Rujan | Listopad | Studeni | Prosinac |
| ------------------ | -------- | ------- | ------ | ------- | ------- | ------ | ------ | ------- | ----- | -------- | ------- | -------- |
| Dnevna temperatura | 9 °C     | 10 °C   | 13 °C  | 17 °C   | 20 °C   | 25 °C  | 28 °C  | 28 °C   | 24 °C | 19 °C    | 15 °C   | 11 °C    |
| Noćna temperatura  | 5 °C     | 5 °C    | 8 °C   | 11 °C   | 14 °C   | 18 °C  | 21 °C  | 21 °C   | 18 °C | 14 °C    | 11 °C   | 6 °C     |
| Količina padalina  | 51 mm    | 40 mm   | 33 mm  | 42 mm   | 27 mm   | 30 mm  | 21 mm  | 9 mm    | 30 mm | 42 mm    | 51 mm   | 42 mm    |
| Kišni dani         | 11       | 11      | 12     | 12      | 10      | 9      | 6      | 4       | 7     | 9        | 10      | 11       |
| Snježni dani       | 0        | 1       | 0      | 0       | 0       | 0      | 0      | 0       | 0     | 0        | 0       | 0        |
| Suhi dani          | 20       | 16      | 19     | 18      | 21      | 21     | 25     | 27      | 23    | 22       | 20      | 20       |
| Sati Sunca na dan  | 5        | 5       | 8      | 10      | 11      | 12     | 12     | 12      | 11    | 7        | 6       | 6        |
| UV indeks          | 2        | 3       | 4      | 4       | 5       | 6      | 7      | 6       | 5     | 4        | 3       | 3        |

## Povijest

### Prapovijest
Arheološki muzej u Splitu otkupio je 1911. godine od nalaznika skupinu brončanog nakita, koji je pronađen na jedan metar dubine prigodom raskapanja kamenja iz rimskog vremena. Riječ je o dva spiralno-naočalasta privjeska s cilindričnim navojem između spirala, četiri narebrene manšetaste narukvice te osam tordiranih torkvesa. Ne može se sa sigurnošću reći je li riječ o grobu ženske osobe ili o ostavi. Na drugoj lokaciji na Balinoj glavici u ostavi je pronađena jednorezna sjekira s rupom za nasad s još dva ulomka sjekira. Jedan od tih ulomaka sigurno je donji dio, odnosno oštrica šuplje sjekire, a drugi ima plosnato-pravokutni presjek i možda je riječ o nekom oružju sličnom sjekiri. Dalo bi se zaključiti da su na Balinoj Glavici bila dva depoa, jedan s nakitom, a drugi sa sjekirama. Oba nalaza datiraju se u brončano doba, u mlađu kulturu polja sa žarama (8. st. pr. Kr.).
Za vrijeme željeznog doba na ovim prostorima obitava Srednjodalmatinska grupa koja se poistovjećuje s Delmatima. Teritoriji ove grupe, iako se ne može najpreciznije odrediti, mogao bi se definirati kao središnji dio nekadašnje provincije Dalmacije. Još za vrijeme kasnog brončanog doba mogu se zapaziti određene specifične pojave karakteristične prvenstveno za teritorij koji će u željezno doba postati još izrazitiji. Sjeverozapadna granica rasprostiranja srednjodalmatinske grupe starijeg željeznog doba počinje kod ušća Krke, prati tok rijeke prema sjeveru, obilazi obronke Dinare, prolazi preko Šatora, Vitoroga, Ljubuše, Vrana i Čabulje. Obuhvaća polja jugozapadne Bosne, izbija na Neretvu, a zatim desnom obalom Neretve izlazi na obalu Jadrana. Srednjodalmatinska kultura po nekim je autorima definira kao delmatska iako se dovodi u pitanje narodno jedinstvo toga prostora u željeznom dobu, ali s obzirom na zemljopisnu cjelovitost i zajednička kulturna svojstva s određenim posebnostima smatra se da to područje predstavlja kulturnu cjelinu i posebnu skupinu koja se može vezati uz Delmate kao najznačajniji narod ovoga prostora u željeznom dobu. Dokumentacija kojom stručnjaci raspolažu nije dovoljna da se uspješno i u cjelini razriješi problem geneze ove grupe.

### Stari vijek
Na prostoru Baline glavice, na krajnjem jugoistočnom rubu Petrova polja, u razdoblju rimske vladavine nalazio se centar municipija Magnum. Na istom prostoru nalazilo se predrimsko naselje autohtonih Delmata, u povijesnim izvorima poznato pod imenom Sinotij (Sinotion). U građanskom ratu između Cezara i Pompeja, Delmati su bili na strani Pompeja. Cezar je u Ilirik poslao Kvinta Kornificija, sa zadatkom da uvede red u provinciji. Dobio je i pomoć konzula Aula Gabinija s 15 kohorti pješaka i 3000 konjanika. U zimu 48./47. g. pr. Kr. Delmati su ga teško porazili u nekom šumovitom klancu kod Sinotija. Poginulo je oko 2000 pješaka, 4 tribuna i 38 centuriona. Ostatak rimske vojske povukao se u Salonu, gdje je Gabinije naposljetku i umro.
Nakon pobjede nad Sekstom Pompejem u Sicilijanskoj pobuni (36. pr. Kr.), Oktavijan je krenuo u Ilirik da porazi još uvijek nepokorene Ilire. Najprije je ratovao protiv Japoda i Panonaca (35. pr. Kr.), a zatim je krenuo na Delmate (34. – 33. pr. Kr.), koji su desetak godina prije porazili Rimljane pod vodstvom Aula Gabinija i oteli im borbene znakove. Prvo je napao Promonu koju su Delmati oteli rimskim saveznicima Liburnima. Obranu Promone vodio je vojskovođa Verzo s 12000 vojnika. Oktavijanova opsada Promone bila je teška jer je delmatsko uporište bilo dobro utvrđeno, a Verzo je čak postavio straže na okolna brda, s kojih su promatrale kretanje Rimljana. Ipak, u pomoć Verzu došao je drugi delmatski vojskovođa Testimos iz Sinotija, ali mu Rimljani nisu dopustili da se približi. Upravo kad su vidjeli da se približava Testimova vojska i napada rimsku s druge strane, branitelji Promone izašli su iz grada da se i sami pridruže toj borbi, ali Rimljani su ih potisnuli natrag u grad i uspjeli ući za njima, tako da su ga zauzeli. Delmati su se povukli u utvrdu koja je bila na najvišoj točki grada. Nakon četiri dana Delmati su pokušali proboj, ali ih je rimska vojska zaustavila pa su se sljedećeg dana predali. Padom Promone Oktavijanu su se otvorili putevi prema unutrašnjosti delmatskog područja. Vjerojatno odsječen od pravca Promona — Sinotij, Testimos je naredio svojoj vojsci da se rasprši kako ih Rimljani ne bi slijedili. Oktavijan se nije usudio podijeliti svoje snage, jer kako piše Apijan "nisu poznavali ceste, a tragovi bjegunaca bili su pomiješani", stoga je oprezno krenuo prema Sinotionu. Čini se da je Testimosova vojska u prethodnom okršaju "izmanevrirana", tako da u trenutku pada Promone nije više mogla stići u Sinotij. Stoga je lako moguće da je Oktavijan ušao u napušteni grad i zapalio ga. Osiguravši se s dvije bočne kolone probio se prema Andetriju, izbjegavši usput delmatsku zasjedu na istom mjestu gdje je 48. pr. Kr. stradala vojska Aula Gabinija. Prilikom osvajanja Sinotiona, Oktavijan je oduzeo Delmatima vojne oznake koje su oni godinama ranije oteli Aulu Gabiniju, te ih je pohranio u hramu Marsa Ultora na svom forumu u Rimu.
Strabon, grčki geograf i povjesničar (63. pr. Kr. ili 64. pr. Kr. – 24. po Kr.), u svome djelu Geographica koja se sastoji od 17. knjiga među kojima od 3. do 10. knjige opisuje Europu, a u 7. knjizi u 5. poglavlju opisuje Iliriju i Panoniju. Strabon je prvi poznati geograf koji je prihvatio i naznačio prisutnost Delmata na istočnojadranskoj obali. Među nabrojenim gradovima spominje se i Sinotion (Sinotij), za kojega Strabon kaže da je postojao i stari i novi, te da je oba zapalio Oktavijan. Stari Sinotion bio je smješten na vrhu Baline glavice, a novi u njenom podnožju na čijem je mjestu nastao rimski municipij Magnum. Još jedan povjesničar koji spominje Sinotion je i Apijan iz Aleksandrije, grčki povjesničar, (95. – 165.) napisao je djelo Rimska povijest u 24 knjige. Svaka knjiga obrađuje ili jedno povijesno razdoblje ili jednu od rimskih zemalja. U desetoj knjizi govori o Ilirima, u njoj je sačuvan dio koji govori o ovim krajevima. Tu spominje niz gradova koji su bili izravno ili neizravno upleteni u zbivanja koja opisuje, gdje među ostalima gradovima spominje i Sinotion.
Naime, premda je područje Baline glavice bilo poprište važnih bitaka u vrijeme Cezara i Oktavijana, jedini nalaz s tog lokaliteta koji se može pripisati vojnoj opremi je luksuzno ukrašen trodijelni listoliki privjesak orme, a datiran je u drugu polovinu 1. stoljeća, u vrijeme kada je tamo bila stacionirana ala Claudia nova. Privjesak je napravljen od posrebrnjene bronce. Ovaj nalaz je nabavio Arheološki muzej u Splitu 1952. godine.
Među stanovnicima Umljanovića još se uvijek zadržao naziv "Šenedija" koji upotrebljavaju za Balinu glavicu, koji etimološki ukazuje na korijen od riječi Sinotija.
Prema Grguru Urliću-Ivanoviću, hrvatskom povjesničaru i pjesniku, dok je putovao Petrovim poljem 1879. istraživao je narodne priče o "Šinodu" kako su tada stanovnici ovih krajeva nazivali Sinotion. On piše kako je protiv Rimljana na prostoru Promone i Sinotija ratovao vojskovođa Tutim ili Tatim (Testimos) te da je on porazio rimskog vojskovođu Gabina (Aulo Gabinije). Urlić-Ivanović opisuje Sinotion kao "tvrdo utočište Dalmatinske slobode, i sjedalištem kršne junačine Tutima". Također govori kako su tadašnji župljani kljakačke župe sv. Ilije odnosili kamenja s ruševina Sinotiona za gradnju crkve nekoliko godina ranije te da su dosta natpisa oštetili njihovim otkopavanjem i prenošenjem. Urlić-Ivanović spominje i da se u Sinotiju iskapalo i zlato.
Magnum je rimsko naselje koje se razvilo na mjestu delmatskog Sinotija, na pravcu magistralne prometnice Akvileja – Dirahij, segment koje je opisan u Tabuli Peutingeriani na trasi Salona XVI – Andetrio XIV – Magno VIII – Promona XVI – Burno. Duž ceste Akvileja – Dirahij nalazio se sustav rimskih vojnih logora poznat pod nazivom Delmatski limes kojeg su činili legijski logori Burnum i Tilurij s pripadajućim pomoćnim logorima te logori pomoćnih postrojbi u Kadinoj Glavici, Andetrij u Muću Gornjem i Bigeste u Humcu kod Ljubuškog. Magnum se smjestio na istoj cesti između logora u Kadinoj Glavici i Andetriju. Municipij u Magnumu nije baštinio predrimsko epihorsko ime naselja što govori o žestini ratnih operacija na tom prostoru i načina na koji su Rimljani provodili politiku romanizacije. Na teritoriju municipija, koji je najvjerojatnije zauzimao cijelo današnje Petrovo polje, podaci o stanovništvu nisu dovoljno poznati, a najčešći gentilicij jest Aurelii što se povezuje sa širokim davanjem rimskog civiteta epihorskom stanovništvu za vrijeme cara Karakale (Constitutio Antoniniana) početkom 3. stoljeća. Magnum postiže municipalni status najkasnije u prvoj polovici 2. stoljeća. Natpisi kojima je potvrđen municipalitet Magnuma poznati su kao CIL III 6565=9798=14316, CIL III 14957 i CIL XIII 6538. Na prostoru Baline glavice nikad nisu provođena sustavna arheološka istraživanja tako da je topografija rimskog Magnuma nepoznata. Zbog minski osjetljivog područja nemoguće je rekognoscirati teren desne obale rijeke Čikole oko Velike i Male Baljačke glavice gdje bi trebala biti pozicija jedne nekropole Magnuma. Poznato je da je u Magnumu tijekom 2. stoljeća postavljena beneficijarska stanica. Stanica konzularnih beneficijara je arhitektonski kompleks koji se obično nalazio neposredno uz gradske zidine ili zidine rimskih vojnih logora kako je to bilo uobičajeno na germanskom limesu. Konzularni beneficijari smatrani su delegatima, tj. predstavnicima namjesnika provincije Dalmacije kada su izvršavali svoj terenski rad, tj. bili u izravnom kontaktu s lokalnim stanovništvom. Stoga, svi kontakti između stanovništva i središnje vlasti bili su uglavnom pokrenuti ili ostvareni uz pomoć konzularnih beneficijara. Na ovaj način, provincijski namjesnik neizravno je pokazao svoju prisutnost na svim značajnim mjestima koja je kao takva on sam identificirao. To su najčešće bili dopisni putevi, putevi opskrbe, transportni putevi, rudnički putevi, pogranična područja ili važna urbana središta. S obzirom na činjenicu da su konzularni beneficijari u pravilu bili legionari, njihovi smještaj u određene provincije imao je svoj značaj i zbog aspekta sigurnosti. Stoga, beneficijarske stanice su se nalazile na značajnijim mjestima u provinciji Dalmaciji. Glavna dužnost vojnika stacioniranim u ovim postajama bila je održavanje reda i sigurnosti, uglavnom u prometu.
Kroz Magnum je prolazila rimska magistralna cesta Via Gabiniana, nazvana po vojskovođi Aulu Gabiniju, koja je povezivala centre Burnum – Promona – Magnum – Andetrium – Salona. Cesta je od pravca Promone išla preko današnje Kadine Galvice, Otavica, Gradca i Baljaka te je u Magnum ulazila sa sjeverozapada preko nekadašnjeg Vezovića mosta preko Čikole. Prema seoskoj legendi Vezovića most je sagradio turski beg zvan Vezović, a most je srušen u listopadu 1944. godine. Prilikom regulacijskih radova u koritu Čikole krajem 20. stoljeća, uništeni su mu čak i temelji. Most je sasvim sigurno imao rimske temelje, jer je tu negdje Čikolu morala prelaziti Via Gabiniana. Joško Čelar, agronom iz Drniša, izjavio je da je u ljeto 1957. godine rigolovano polje kod Baline glavice te da je tako otkriven popločan rub veoma stare ceste. Prema tehnici gradnje ti ostaci upućuju na rimsko podrijetlo, te je najvjerojatnije riječ o Vii Gabiniani. Iz Magnuma ta cesta je izlazila lijevom obalom potoka Vrbe, pritoka rijeke Čikole, u smjeru jugoistoka kroz klanac između Svilaje i Moseća kroz današnje Kljake i Ramljane pa dalje do Andetrija. Kroz Magnum je prolazila i priključna cesta koja je vodila prema važnom raskrižju unutarnjih prometnih smjerova negdje oko današnjeg Unešića. Cesta počinje u zaseoku Mešini i prelazi Moseć pokraj Mešinovih staja, te preko Donjeg Vinova u smjeru sjeverozapada završava na raskrižju pravaca kod Unešića.
Magnum je kao svaki grad Rimskog Carstva s municipalnim statusom imao i svoje područje koje je spadalo pod gradsku upravu. U sastav područja Municipijum Magnuma bez ikakve sumnje ulazili su: Petrovo polje na zapadu, dolina rječice Vrbe na istoku, te dijelovi planina Svilaja i Moseć na sjeveru i jugu. Municipalni prostor Magnuma na istoku je graničio s prostorom colonia Claudia Aequm. Razgraničenje nije moguće precizno odrediti, ali poznato je da je Andetrium (Gornji Muć) ulazio u područje Aequma, tako da prostor Municipijum Magnuma nije sezao mnogo dalje od gradine u Postinju. Ako se prihvati ovakva postavka, onda to znači da je cijeli tok Vrbe ulazio u sastav Municipijum Magnuma. Promona, iako je spadala pod upravu municipija u Magnuma, imala je poseban status pagusa, najmanje administrativne jedinice u Zapadnom Rimskom Carstvu. Jedini poznati član municipalne uprave u Magnumu bio je Marko Aurelije Lukanus, koji je vršio dužnosti duovira i dekuriona. Natpis koji ga spominje otkrio je 1871. godine arheolog Josip Alačević, uzidanog u pročelje crkve svetog Ilije u Kljacima, dok je izvorno otkriven kod Baline glavice. Austrijski arheolog Carl Patsch navodi kako ga je tamo pronašao fra Antonio Mlinar. Iako je danas spomenik izgubljen, Patsch prepisao je natpis s njega i objavio ga u djelu "Rimski kameniti spomenici kninskog muzeja". Natpis je datiran na kraj 2. i početak 3. stoljeća, kada su on ili njegov otac dobili rimski civitet. Lukanus je bio duoviri iure dicundo; duoviri su bili suci najvećeg ranga u rimskim gradovima i provincijama. Njihove glavne dužnosti bile su provođenje pravde, vođenje javnih financija grada, rješavanje postupaka na Ordo decurionumu (gradskom vijeću) i vođenje izbora u obliku komisije ili skupa. Duoviri su se birali glasovanjem i mandat im je trajao godinu dana. Lukanus je također nosio titulu dekuriona, što ima više značenja pa se ne zna koju funkciju je zapravo vršio. Dekurion može biti: član gradskog senata, odnosno jedan od vodećih službenika u upravi gradova u provincijama; konjanički časnik; vođa dekurije, desetog dijela kurije; te svećenik specijaliziran za određena žrtvovnja i obrede po privatnim kućama.
Na području Magnuma postojalo je svetište od kojeg je ostalo nekoliko žrtvenika posvećenih rimskim bogovima, među kojima je bilo najviše onih koji su bili posvećeni Jupiteru, s posvetom I.O.M. (Iovi Optimo Maximo) što bi se prevelo kao Jupiteru, najboljem i najvećem. S terena samog grada potječe i slučajan nalaz žrtvenika posvećenog Silvanu, rimskom božanstvu neobrađenog zemljišta i granica koje dijele polja od šuma, poznat iz starije arheološke literature. Stručnjaci Muzeja Drniške krajine 1981. godine otkrili su reljef koji prikazuje boga Mitru u trenutku tauroktonije uzidan u kuću u zaseoku Mešini. Reljef je u dosta lošem stanju i na njemu se jedva prepoznaju ikonografski elementi Mitrina kulta. Razabire se tijelo bika kojemu je potpuno odlomljena glava, a pod bikovim vratom nalaze se siluete zmije i psa. Mitra u klasičnoj pozi ubija bika, ali to se razaznaje više na osnovu poznavanja scene nego zbog sačuvanosti reljefa. Lijevi dio ikone potpuno nedostaje, tako da nema prikaza Kautopatesa, dok je na desnoj strani reljef Kautesa sačuvan u gornjem dijelu do pojasa. S područja Magnuma potječe i, danas izgubljeni, reljef Merkura. Prema opisu splitskog Bullettina, Merkur je u rukama imao maslinovu granu i vrećicu za novac, dok je pod njegovim nogama bio prikazan pijetao u pozi kukurikanja. U Muzeju Drniške krajine iz blizine samog grada Magnuma 1981. godine donesen je žrtvenik oštećen sa svih strana. Žrtvenik je visok 63 cm i pri dnu širok 52 cm, a u fragmentirano očuvanom natpisnom polju ostalo je tek nekoliko slova. Sudeći prema prvom redu natpisa žrtvenik je posvećen božici Junoni. Nedaleko od mjesta otkrića ovog žrtvenika pronađen je i jedan nedovršeni, u cijelosti sačuvan s postavljenim natpisnim poljem, ali bez natpisa.
Mnogi natpisi pronađeni na teritoriju municipija Magnuma nam govore i o političkom životu grada i o etničkoj strukturi stanovništva ovoga kraja u antici. Vodeći sloj u gradu činili su Italici koji se na natpisima spominju kao gradski vijećnici dekurioni. Autoktono stanovništvo novačeno je u rimsku vojsku, a najpoznatiji autoktonac svakako je Maksim, sin Dasantov, menzor I. Asturske kohorte.
U Magnumu su neko vrijeme bile stacionirane sljedeće pomoćne postrojbe:
- Ala Claudia Nova, konjanička četa; spomenik pronađen na Balinoj glavici
- Cohors III Alpinorum, kohorta; spomenik pronađen na Kadinoj Glavici
- Cohors I Belgarum, kohorta; spomenik pronađen na Kadinoj Glavici
- Cohors I militaria Delmatarum, kohorta; spomenik pronađen u Promoni (U Promoni se našao samo jedan posvetni natpis, ali to mjesto leži na znatnoj udaljenosti od Salone, dok je za susjedni municipij Magnum dokazano postojanje posadnog mjesta; po tome se zaključuje da je kohorta ili barem jedno njezino odjeljenje (vexillum) bilo stacionirano u Magnumu)
- Cohors I Lucensium, kohorta; spomenik prinađen u Promoni; kohorta je, ili barem jedno njezino odjeljenje (vexillum), bila stacionirana u Magnumu.

Prilikom prvog rekognosciranja Magnuma arheolog Josip Alačević 1878. godine uočio je ostatke akvedukta koji je najvjerojatnije vodio od izvora Čikole prema gradu, ali danas se takvi ostatci na lokalitetu kod Baline glavice ne mogu vidjeti. Ovaj dio Petrova polja prepun je izvora vode, koje ima toliko da nekoliko potočića veći dio godine poplavljuju prostor samog grada. Močvare koje su se tako stvarale bile su do sredine prošlog stoljeća uzrok širenja malarije u Petrovom polju. U vrijeme trajanja municipija Magnuma veliku su ulogu igrali irigacijski kanali jer drugačije život ovdje ne bi bio moguć. Jedini ostatak hidroloških instalacija Magnuma je četvrtasti kamen, koji kroz sredinu služi kao izdubljena vodovodna cijev, u obliku lavlje glave na jednom kraju. Danas je taj spomenik uzidan u zid kuće u zaseoku Mešini, gdje su je 1981. godine pronašli stručnjaci Muzeja Drniške krajine.
Magnum je prve istraživače zainteresirao tijekom četrdesetih godina 19. stoljeća. Austrijski putopisac i vladin službenik u Dalmaciji Franz Petter u svome djelu Das Königreich Dalmatien, objavljenog 1841. godine, spominje da se u istočnom dijelu petropoljske doline nalaze "ruševine jednog starog grada". Prvi arheolog koji je rekognoscirao ruševine Magnuma bio je hrvatski arheolog Josip Alačević sedamdesetih godina 19. stoljeća, koji kod Baline glavice zatiče "znatne ruševine i ostatke akvedukta".
Nakon pada Zapadnog Rimskog Carstva municipij Magnum spominje se samo dva puta. Prvi put na drugom salonitanskom crkvenom saboru u Saloni 533. godine za vrijeme Ostrogotskog Kraljevstva, pod predsjedanjem salonitanskog nadbiskupa Honorija II., kada je dodijeljen novoosnovanoj biskupiji u Ludrumu. U sastav novoosnovane biskupije tom su prilikom uključeni Magnotik (Magnum), Ekvitin, Salviatik i Sarsiatik. Posljednji se put spominje u djelu Cosmographia nepoznatog autora iz Ravenne, nazivanog Zemljopisac Ravenjanin ili Anonim Ravenjanin, datiranog između 650. i 750. godine. Ravenjanin spominje Magnum u dijelu: "… Item ad aliam partem desuper sunt civitates Decimin, Endetrio, Magnum, Promona…". Ubacivanje nekih zajednica pokazuje kasnoantičku i ranu srednjovjekovnu situaciju i izvore iz kojih je Ravenjanin crpio podatke. On smješta Magnum u isti kontekst i dijelom se drži trase od Salone (Endetrio – Magnum – Promona) do Burnuma. Ne zna se kada je točno Magnum razrušen i napušten zbog arheološke neistraženosti područja, ali se pretpostavlja da se to dogodilo za vrijeme provale Avara ili Slavena na ove prostore.
Oko 10 kilometara sjeverozapadno od Magnuma na prostoru današnje Kadine Glavice
 rimska vojska je početkom 1. stoljeća sagradila logor za smještaj pomoćnih postrojbi (castellum). Zapovjedno mjesto rimskih vojnika smještenih u logoru u Kadinoj Glavici bio je legijski logor (castrum) Burnum. U logoru u Kadinoj Glavici bili su smješteni pripadnici ale Claudia Nova te kohorti I. Lucensium, III. Alpinorum i I. milliaria Delmatarum. Neke od spomenika pripadnika tih postrojbi danas je moguće vidjeti uzidane u česmu na izvoru Banovači u Otavicama i česmu u Kadinoj Glavici.
U lipnju 1998. godine stanovnik Umljanovića donio je zbirku od osam keltskih novčića Gradskom muzeju Drniš. Nalaznik je rekao da su novčići pronađeni na vrhu Baline glavice i da su u vlasništvu njegove obitelji dulje vrijeme. Zbirka se sastoji od četiri keltske tetradrahme Đurđevačkog tipa i četiri novčića Kapos tipa. Iznimna značajka ove zbirke je skup dvije vrste keltskog kovanog novca, pošto je ovo prvi dokumentirani nalaz koji sadrži i novčiće Đurđevačkog tipa i novčiće Kapos tipa. Novčići Đurđevačkog tipa se pripisuju jednom od plemena iz plemenskog saveza Taurisca, dok su novčiče Kapos tipa kovali Herkunijati nastanjeni u Panoniji.

### Srednji vijek
Naseljenosti ovoga dijela Petrovog polja u ranom srednjem vijeku dokazuju fragmenti oštećenog predromaničkog pluteja pronađeni na starom župnom groblju. Godine 1962. jedan je mještanin pokraj ulaza u stari dio groblja kopao jamu za novu obiteljsku grobnicu i tada je pronašao ulomak grede oltarne pregrade s dijelom natpisa koji su se slagali s dijelom prije pronađenog pluteja. Potom su 1970. u više navrata pronađeni novi ostatci pluteja. Svi su dijelovi oltarne pregrade danas u Muzeju hrvatskih arheoloških spomenika u Splitu. Prema dosad prikupljenim odlomcima oltarna je pregrada predromaničke crkve u Kljacima imala četiri pluteja, sa svake strane po dva. Pluteji su međusobno bili odijeljeni pilastrima kojih je bilo ukupno šest. Na sredini je bio otvor za prolaz u svetište. Prema veličini pronađenog materijala čini se da je pregrada bila duga 5,5 m, što bi značilo da je crkva bila dosta velika. Prema fragmentima nepotpunog natpisa čini se da je bila posvećena Isusu Kristu. Pronađeni fragmenti odlikuju se kvalitetom obrade poput ostalih ostataka crkava u Petrovu polju i vjerojatno su je gradili domaći majstori jer su klesani od domaćeg kamena – muljike. Pretpostavlja se da je crkva stradala za vrijeme mongolske provale 1242. godine.
U ovo vrijeme, u doba Hrvatskog Kraljevstva, vladala je podjela na županije. Područje Umljanovića i cijelo Petrovo polje spadalo je u Kninsku županiju. Ona je graničila na sjeveru s psetskom, na istoku s cetinskom, na jugu s primorskom, a na zapadu s bribirskom županijom. Kninska županija je obuhvaćala Dinaru i Svilaju s prigorjem, Prominu, Moseć i brda jugozapadno od njega, te tri velike doline: Kninsko, Kosovo i Petrovo polje.
Glavno središte i sjecište trgovačkih putova Kninske županije bili su gradovi Knin i Drniš. Cijeli cestovni sustav počivao je na ovim mjestima prije svega zbog njihova povoljna položaja. Najvažnija cesta išla je pravcem stare antičke Dolabeline ceste, dakle preko Strmice i Knina, uz današnje Kosovo polje i prigorje Svilaje pa preko municipija Magnuma prema Splitu. To je ujedno bio i glavni trgovački put iz pravca Splita u Kninsku županiju. Jedan odvojak ove ceste išao je od Knina prema Zadru. Drugi poznati put išao je iz pravca Šibenika. Trasa toga puta išla bi uz rijeku Čikolu vjerojatno do mosta Bočac, današnji Mrđanov most, dalje na Drniš i uz planinu Promina uz desnu stranu Kosova polja prema Kninu. Drugim putem se dolazilo iz Šibenika preko mosta Ključića, do Drinovaca i Širitovca, preko Oklaja i Lukara do Knina. Iz pravca Trogira dolazilo se u kninski teritorij preko današnjega Moseća (Petrova gora) uz selo Vinovo, na današnje Umljanoviće. Navedeni pravci počivali su na nekadašnjem antičkom cestovnom sustavu. Čitav sustav trgovačkih putova ukazuje na prometnu važnost prostora koji je zapremala Kninska županija.
U povijesnim izvorima nema podataka o ranijoj administrativnoj podjeli županije, stoga se ne može tvrditi da je teritorij županije bio podijeljen na desetine i satnije, kao što je to u slučaju mađarskih županija. Međutim prema podacima iz 14. i 15. stoljeća zna se da je teritorij županije bio podijeljen na distrikte. U izvornoj građi spominju se na području Kninske županije tri distrikta: Campus Petri, Oprominje i Unačice. Distrikt Campus Petri obuhvaćao je područje današnjega Kosova Polja i Petrova polja, odnosno nekadašnjeg jedinstvenog poljskog prostora koje se zvalo Petrovo polje.
Kninska biskupija, koja postoji od 1040. godine, bila je dugo vremena središnja hrvatska biskupija i njezin teritorijalni opseg svakako nije bio malen. Prema aktu sa Splitskog sinoda godine 1185., u sastav kninska biskupija obuhvaćala je područja Knina, Polja (Petrovo polje), Vrhrike i Pseta (Tenin, Campum, Verchreca, Pset).
Knin se nalazio na glavnom putu koji je iz unutrašnjosti vodio na more, a koji je prolazio i kroz Petrovo polje. Iako to nigdje nije zabilježeno da su Mongoli u progonu Bele IV. 1242. godine prošli preko Knina, ipak se može tvrditi da su tuda morali proći. Prvo što ih je vodio glavni put, a drugo što su to konjičke horde, koje trebaju ogromne količine hrane za konje koju nisu nosili sa sobom. Kad su se približavali Klisu, nisu se mogli nigdje opskrbiti osim na plodnom Kninskom, Kosovu i Petrovu polju, pa su tuda morali odmarati sebe kao i konje.
Krajem 13. stoljeća zbog slabljenja moći Arpadovića, raste moć hrvatskih velikaša, posebno bribirskih knezova Šubića koji su se uzdigli do banske titule i postali gospodari Knina i kninske krajine u koje je tada spadalo i Petrovo polje. Da bi raspravio njihove međusobne nesuglasice, kralj Karlo Robert dolazi u Knin u rujnu 1322. godine. Na saboru u Kninu svrgava Mladena II. Šubića s mjesta bana, baca ga u tamnicu, a zatim pod oružanom pratnjom odvodi u Zagreb te odatle u Ugarsku.
Poslije kraljeva odlaska iz Knina, udruženi hrvatski velikaši, Mladenova braća Juraj, Pavao i Grgur Šubić i vojvoda Nelipac II. Nelipčić, okrenuli su se protiv kralja i bana Ivana Babonića te uspjeli zauzeti Knin. No, taj je savez kratko potrajao. Već sljedeće godine, 1323., Nelipac II. Nelipčić je izigrao savez te je na kraju došlo do sukoba između njega i Jurja II. Šubića. U tom sukobu na stranu Jurja II. stali su bosanski ban Stjepan II. Kotromanić i grad Zadar, a na stranu Nelipića stali su livanjski Mihovilovići, krbavski Kurjakovići te gradovi Šibenik i Trogir. Juraj II. je uz pomoć bosanske vojske bana Stjepana II. sredinom godine 1324. počeo opsjedati Knin. Do odlučne bitke došlo je 7. lipnja 1324. kod izvora Krke u Topolju kada je Nelipac II. Nelipčić porazio Šubićevu vojsku. U nastojanju da skrši otpor hrvatskog plemstva, kralj je poslao vojsku pod vodstvom bana Mikca koju je vojvoda Nelipac II. Nelipčić porazio 1326. godine.
Poslije Nelipčeve smrti 1344. godine novi kralj Ludovik I. Anžuvinac poslao je vojsku na Knin kojeg je obranila Nelipčeva udovica Vladislava od roda Gusića. Svjesna da ipak neće moći trajno odolijevati napadima kraljevskih snaga, kneginja je povela pregovore s kraljem kako bi spasila baštinu svome sinu Ivanu. Nato je kralj Ludovik I. oduzeo Nelipčićima 1345. godine Knin, Počitelj, Srb, Ostrog i Unac, a ostavio im je utvrdu Sinj s cetinskom županijom, Brečevo s poljem i djedovski grad Kamičak na Krki, Ključicu na Čikoli i utvrdu Nečven. Time je bila slomljena moć Nelipčića koji su otada bili vjerni kraljevi vazali.
Iskoristivši oslabljen utjecaj mađarskog kraljevstva u Dalmaciji, bosanski kralj Tvrtko I. Kotromanić sa svojim saveznicima osvaja većinu Dalmacije 1388. godine uključujući i kninsku krajinu. Tvrtko se 1390. godine proziva "Kraljem Hrvatske i Dalmacije". Sve do njegove smrti 1391. godine svaki pokušaj ugarskog kralja da preotme izgubljene teritorije nije uspio. Međutim 1393. godine Tvrtkov nasljednik Stjepan Dabiša je potpisao mir sa Žigmundom kojim se mađarskoj vlasti vraća sav teritorij koji je osvojen do 1385. godine.
Nakon smrti kralja Ludovika I., Hrvoje Vukčić Hrvatinić sudjelovao je u dinastičkim borbama kao protivnik kralja Žigmund i bio pristaša Ladislava Napuljskog, koji mu je 1391. godine povjerio na upravu banovine Dalmaciju i Hrvatsku. Nakon krunidbe u Zadru za hrvatsko-ugarskoga kralja 1403., Ladislav Napuljski postavio je Hrvatinića za glavnog namjesnika u Ugarskoj, Hrvatskoj, Dalmaciji i Vrbaskoj banovini te ga imenovao hercegom splitskim, darovavši mu uz to otoke Brač, Hvar i Korčulu. Od tada je Hrvoje nosio titulu herceg splitski, potkralj Dalmacije i Hrvatske, veliki ban Vrbaske banovine i knez Donjih kraja. Nakon Žigmundove vojne intervencije 1408. i poraza bosanske vojske kraj Dobora, Hrvoje je prešao na Žigmundovu stranu. Pritom je zadržao dotadašnje časti, upravu nad Splitom i naslov hercega te upravu nad mnogim gradovima, među kojima je bila i Požega. No, ugarskom pobjedom u Bosni počela je slabjeti moć Hrvatinića, osobito nakon ponovnog izbora Ostoje za bosanskog kralja. Godine 1409. Ladislav Napuljski prodaje svoja prava na Dalmaciju Mletačkoj Republici za 100.000 dukata, zbog čega Žigmund ulazi u rat s Mlecima. Rat traje nekoliko godina i završi povoljno za Republiku. Potpisivanjem mira Republika dobiva Zadar, Nin, Novigrad, Vranu, Ostrovicu, Skradin, Šibenik, Trogir, Split, Omiš, Kotor i Budvu, sa svim otocima. Mađarima je ostalo primorje od Istre do Obrovca, zatim Bukovica, Plavno, Strmica, Knin, Sinj, Klis, dio Zagorja između Trogira, Šibenika i Drniša, Petrovo polje, Prominu i Miljevce. Nakon mnogih sukoba Žigmund je oduzeo Hrvoju župu Sanu, otoke Brač, Hvar i Korčulu, a Split uzeo pod svoju zaštitu. Hrvoje je tada zatražio pomoć nezadovoljnih bosanskih velikaša i Osmanlija. Ugarsko-hrvatska vojska bila je poražena kod Lašve 10. kolovoza 1415., što je otvorilo put osmanskomu prodoru u Bosnu, a sljedeće je godine Hrvoje umro.
Ivaniš Nelipčić, u čijem je posjedu bila župa Petrovo polje, umire 1434. godine, te ga nasljeđuje kći Katarina, udata za Ivana Frankopana. Katarina je u nasljedstvo dobila Sinj i Travnik na rijeci Cetini, zatim Čačvinu, Klis, Omiš, Visuć, Kamičac, Ključ, župu Petrovo polje, župu Odorjan i Zvonigrad. Njezin muž Ivan Frankopan, koji je od svog oca Nikole Frankopana naslijedio u časti "bana Dalmacije i Hrvatske", proširio je tada svoj naslov dodatkom "knez cetinski i kliški". Kralj Žigmund je zatražio od njega da se odrekne Nelipićevih imanja jer ona pripadaju kruni, pošto je Ivaniš Nelipčić umro bez muških potomaka. Frankopan to odbija radi čega bude početkom 1436. proglašen pobunjenikom protiv kralja, te mu Žigmund oduzme sve titule. Žigmund naredi Matku Talovcu, koji je 1435. bio imenovan "banom Slavonije", da pokori Ivana Frankopana te da će za nagradu dobit će sve što u tome ratu osvoji. Krajem 1436. godine Ivan Frankopan umire, na što njegova udovica Katarina 31. siječnja 1437. prepusti banu Matku Talovcu čitavu ostavštinu svog oca. Od tada su Matko Talovac i njegova braća, Petar, Franko i Ivan držali sve gradove i posjede Ivaniša Nelipića.

### 16. – 18. stoljeće
Turci su ovim krajem zavladali početkom 1522. godine kad su zauzeli tadašnji hrvatski glavni grad Knin opsadom koju je vodio Gazi Husrev-beg, a dan nakon i Drniš s okolnim krajem. Iako je pred njima pobjeglo gotovo cijelo starosjedilačko stanovništvo, s vremenom je ipak uspostavljena određena administrativna vlast i veliki broj ljudi se vratio naravno plaćajući Turcima harač i ostale propisane namete. Odmah nakon osvajanja Dalmacije i Like od Mlečana i Ugarske, Turci stvaraju pograničnu zonu Vilajet Hrvati koji je bio pod upravom skradinskog kadiluka. U Vilajet Hrvati spadaju novoosnovane nahije Petrovo polje i Petrova gora (današnji Moseć), obje sa sjedištem u Drnišu. Područje Umljanovića je pripadalo nahiji Petrovo polje. Godine 1537. Vilajet Hrvati pripaja se Kliškom sandžaku i Bosanskom pašaluku. Unatoč islamskoj vladavini i prisilnoj islamizaciji u ovom je kraju ostao određeni broj franjevaca koji su djelovali s Visovca pa su starosjedioci ipak zadržali svoju vjeru i običaje. Mehmed II. čak je izdao i dokument (Ahdnama) kojom je starosjediocima zajamčio slobodu vjere, kako bi zadržao stanovnike opustjelih područja i vratio one stanovnike koji su prebjegli u druge krajeve.
Ovo razdoblje obilježilo je i masovno doseljavanje Morlaka (Vlasa, Vlaja) iz područja Hercegovine kao pokušaj da se nadomjesti populacija koja je pobjegla s tih područja. Prema osmanskim popisima stanovništva nahije Petrovo polje, u razdoblju od 1528. do 1604., među navedenim naseljima ne spominju se Umljanovići, barem ne pod ovim imenom. Na ovom području bilo je selo Treskale. Taj toponim nije zabilježen u srednjovjekovnim izvorima te se prvi put spominje u osmanskom defteru iz 1528. – 1530. godine. U osmansko vrijeme Treskale su prvo pripadale hasu bosanskoga (1528. – 1530.), a zatim hasu kliškog sandžakbega (1540. – 1542.).
U središnjem i istočnom dijelu nahije Petrovo polje, pojavljuje se fenomen višestruke toponomije – usporedno sa starim postojali su i novi nazivi naselja. U tu skupinu toponima, koja pod tim imenom nije postojala u srednjem vijeku, spadaju Moseć, Umljanovići, Kljake, Čavoglave, Baljci i Mirlović Polje, te nešto zapadnije od njih i Kričke. Ove nazive ne bilježe turski defteri u razdoblju od 1528. do 1604. godine. Službeni popisi ne odražavaju stvarno stanje na terenu, a to pokazuje činjenica da se u šibenskim bilježničkim spisima nekoliko desetljeća ranije susreću i uvelike koriste današnji nazivi nabrojanih sela. Današnji naziv Umljanovića prvi put se spominje 1550. godine, kada se spominje Mate Čulinović de Vmiglienouich.

Treskale su zabilježene u svim osmanskim defterima nahije Petrovo polje, a više čimbenika ukazuje na to da se radilo o značajnijem mjestu unutar ove nahije. Već u prvom sačuvanom popisu iz 1528. – 1530. godine spominje se knez džemata ovdje upisanih Vlasa, Radivac, sin Radbrada. Turski izvori ne rješavaju izravno pitanje ubikacije naselja niti samostalno navode elemente koji bi vodili tome. Jedino se, kao siguran pokazatelj, iz popisa moglo saznati da je selo Treskale bilo smješteno u blizini Petrove gore, zahvaćajući i njene obronke. Elementi za prostorno određivanje ovog mjesta mogli bi se izvesti posredno, ubikacijom ostalih naselja, utvrđivanjem praznina koje su ostajale na terenu i usporedbama s današnjim naseobinama, pri čemu se prostor koji zahvaćaju današnja sela Moseć i Umljanović pokazao posebno indikativnim. Na osnovu onomastičkih podataka zabilježenih u šibenskom notarijatu krajem 16. i tijekom prve polovine 17. stoljeća, sa sigurnošću se može utvrditi da Treskale odgovaraju današnjim Umljanovićima.
U razdoblju osmanske vlasti u 16. i početkom 17. stoljeća na području Kliškog sandžaka, a samim time i nahije Petrovo polje, bila su na snazi dva osnovna porezna sustava. Nakon donekle obnavljanja mreže naselja novoosvojenog područja, stanovništvo je podvedeno pod rajinska davanja koja su podrazumijevala davanja desetine (ušura) od kultura koje su uspijevale na danoj zemlji, određenih pristojbi te jedinstven iznos zemljišnog poreza – ispendžu za kršćane i resum na čift za muslimane. Kako se Kliški sandžak nalazio na krajištu prema Veneciji i Habsburzima, bilo je važno zadržati stanovništvo povlasticama i privesti ga vojnoj službi u pomoćnim postrojbama. Stoga je kršćanima prije popisa 1540. – 1542. dodijeljen vlaški status po kojem je uvedeno plaćanje filurije (protuvrijednost jednog dukata u akčama) kao naknade za držanje baštine te drugih pristojbi za različite stavke. Desetina i ispendža ukinuti su za kršćane, dok su muslimani nastavili plaćati resum na čift do 1574. kada su i njihovi posjedi postali vlaške baštine. Iako je vlaški status bio porezna kategorija, on se temeljio na vlaškim zakonima s kraja srednjeg vijeka koji su predviđali povlašten položaj vlaškog stanovništva. Umjesto desetine u poljoprivrednim proizvodima, Vlasi su morali plaćati jedan dukat i služiti u pomoćnim vojnim postrojbama. Imali su svoju autonomiju, kao i starješine, knezove, koji su bili na čelu svojih zajednica koje su mogle obuhvaćati jedno ili više sela. Knezovi su bili odgovorni za poštovanje zakona, što je značilo staranje o prikupljanju poreza i ispunjavanju vojne obveze. Za tu svoju dužnost knezovi su najčešće bili oslobođeni plaćanja poreza. U Treskalama je već u prvom sačuvanom popisu (1528. – 1530.) zabilježena vlaška kneževska obitelj iz plemena Radonića (Radohnića), u osmanskim defterima zabilježena kao Radivčić. Prvi poznati knez bio je Radivac, sin Radbrata, starješina vlaškog džemata u selima Treskale i Ljubićina (današnji Kljaci). U sljedećem popisu iz 1540. – 1542. Radivac je ponovno zabilježen kao starješina, ali samo sela Treskale. Godine 1550. zabilježen je samo Martin, sin Radivca, ali ne kao knez. Prema popisu iz 1574. uz Martina bilježi se i njegov brat Ivan, koji nosi titulu kneza u popisu 1585., dok ga 1604. godine nasljeđuje njegov sin Petar. Ova vlaška kneževska obitelj nosi prezime Radivčić, patronimik nastao od prvog poznatog kneza Radivca. U šibenskim spisima spominje se 1620. godine i knez Vid Radišić iz Umljanovića, što je najvjerojatnije također u vezi s tim prezimenom.
Dostupni podatci ukazuju na to da je vlaška zajednica iz Treskala tijekom četvrtog i petog desetljeća 16. stoljeća imala aktivnu ulogu u procesu zaposjedanja zemljišta na Petrovoj gori, tj. na područjima kojeg su Osmanlije zauzele od šibenskog i trogirskog distrikta. U popisu iz 1574. godine unutar sela dodatno se upisuju i baštine na Petrovoj gori u naseobinama Šušnjar, Brštanovo, Striženica i Ljubostinje. Jedan od pripadnika ove vlaške zajednice bio je Petar, sin Vukića i brat Radivca. On je zabilježen u Treskalama u popisu iz 1528. – 1530., dok se u popisima iz 1550. i 1574. bilježi kao jedini upisani u toj mezri. Mezra Brštan također je upisana unutar Treskala s baštinom u rukama stanovnika sela. Iako se u narednim popisima bilježila u nahiji Petrova gora, godine 1550. mezra je zavedena kao pripadajuća Petrovu polju pošto je naseljena Vlasima iz ove nahije. Nije u potpunosti sigurno iz kojeg sela je bio Martin, sin Tvrdka, u čijim je rukama bila ova mezra, ali bi trebalo očekivati da je imao veze sa skupinom Vlaha iz Treskala. Dok u slučaju Brštana nije bilo moguće potvrditi izravnu vezu, u slučaju Striževa ona je u potpunosti jasna. Ova mezra se javlja kao novozasnovana naseobina u defteru iz 1550. godine. Ubilježena je oznakom da pripada nahiji Petrovo polje, otkrivajući da je njezino nsseljavanje usljedilo pošto su Vlasi iz Treskala zatražili zemlju i platili carskoj blagajni 200 akči kao pristojbu na tapiju. Kod slučaja mezre Ljubostine, tu se radi o zemljištu koje je 1530-ih godina, s dijelom Slivna, uzeli u zakup Vlasi Radohnići iz Treskala, zbog čega je ta naseobina zadržala vezu s matičnim mjestom.
Premda je vjera bila iznimno važan čimbenik u Osmanskom Carstvu koji je utjecao na status pojedinca i skupine stanovništva, Osmanlije nisu, kako se nekad smatralo, nasiljem pokušavali podanike preobratiti na islam jer su se držali načela po kojem su bili dužni štititi druge abrahamske religije nastale prije islama. Zajednice na graničnim područjima, što je bio i Kliški sandžak, često su imale poseban status zbog značaja za naseljavanje napuštenih teritorija i za obranu države. Zbog toga su njima davane veće povlastice koje su se odnosile i na vjerska prava. To ne znači da prelazak na islam nije donosio određene privilegije, ali on svakako nije bio nametan niti je uzeo maha jer nije bio jednako privlačna opcija kao u drugim djelovima carstva. Broj muslimanskih stanovnika u Petrovu polju uglavnom je rastao u 16. stoljeću, u apsolutnom broju i postotku, ali se radilo u razmjerno umjerenom porastu. Islamska vjera u nahiji je ostala u manjini krećući se od 7% do 19%, dok su kršćani u prosjeku činili blizu 90%. Na osnovu dostupnih dokumenata izgleda da su muslimani Petrova polja potjecali iz dvaju osnovnih izvora: kao pripadnici turske administracije i vojnih postrojbi te kao lokalno stanovništvo koje se preobratilo. Najveći broj muslimanskih stanovnika nalazio se u samom Drnišu i u Bučiću, selu izdvojenom iz Otavica kao jedino čisto muslimansko selo u Petrovu polju, te u Miočiću koji je u jednom popisu imao 47% muslimanskog stanovništva. U Treskalama, kao i u ostalim naseljima istočnog i središnjeg dijela polja, broj muslimana nikada nije značajno porastao. Prema prvom i zadnjem popisu u selu su zabilježena dva muslimana, dok je 1574. godine zabilježen jedan musliman. U popisima iz 1540. – 1542., 1550. i 1585. godine nije zabilježen ni jedan muslimanski stanovnik.
Kao posebnost turske uprave, u pogledu sudsko-administrativnih poslova, javlja se upravna jedinica nazivana skradinski kadiluk, koja će više desetljeća biti jedina sudska ustanova u čitavim Kliškom sandžaku. Sva područja zapadno od Cetine potpadala su pod sudsku nadležnost skradinskog kadije čije je nominalno sjedište bila utvrda na Krki osvojena 1522. godine. To je najčešće bio naziv za ovo sudsko-upravno središte premda je kadija u 16. stoljeću češće boravio u Livnu kao upravnom središtu kliških sandžakbegova pa je, prema tome, nekad nazivan i livanjskim kadijom. Nahija Petrovo polje u čitavom razdoblju turske uprave pripadala je području u nadležnosti skradinskog kadiluka. Zbog udaljenosti sjedišta skradinski kadija, koji je u 16. stoljeću češće boravio u Livnu, u odsustvu je sudski upravljao pripadajućim nahijama preko podređenih organa uprave – naiba tj. zamjenika. Naibi su mogli trajno boraviti u nahijskim središtima, pokrivajući administrativno jednu ili više susjednih nahija. Poznato je da je u Drnišu početkom 17. stoljeća boravio naib koji se javlja i sljedećih desetljeća. Međutim, ništa pouzdano ne može se reći za 16. stoljeće premda se na osnovi mjestimičnih spomena u defterima saznaje da je naib skradinskog kadije povremeno izdavao sudske dokumente stanovnicima Petrova polja.
Godine 1645. Turci su započeli Kandijski rat u svrhu protjerivanja Mlečana s Krete i iz Dalmacije. Nakon neuspješne opsade Šibenika koja je trajala 26 dana od strane Mustafa-paše Tekelija, opći providur Leonardo Foscolo se odluči zauzeti Drniš, glavno tursko uporište za napad na Šibenik. U Šibeniku Foscolo na sastanku sa visovačkim gvardijanom fra Mijom Bogetićem i definitorom Bosne Srebrne fra Nikolom Ružićem iznosi želju da franjevački župnici od Krke do Svilaje dignu na ustanak svoje župljane protiv Osmanlija. Župnici su ispitali raspoloženje župljana i ustanovili da su svi spremni na ustanak. Stoga je 17. prosinca 1647. godine sklopljen dogovor između franjevaca, predstavnika petropoljskih i prominskih sela i mletačkog predstavnika šibenskog kneza Giovannia Francesca. Nakon što je mletačka vojska napala Drniš iz smjera Šibenika, stanovnici sela po dogovoru zapale svoje kuće i izađu u velikim skupinama na brda noseći mletačke zastave. Turci su mislili da ih druga mletačka vojska napada sa leđa pa su se povukli u Knin, kojega ubrzo napuštaju i prepuštaju Veneciji. Unatoč poraza u Dalmaciji Turci zauzimaju Kandiju (Kretu) te Mlečani potpisuju mir 6. rujna 1669. godine, koji vraća Drniš s okolnom krajinom pod kontrolu Osmanskog Carstva.
Ovakvo stanje nije dugo potrajalo jer već 1683. godine Turci gube Drniš, ovaj put zauvijek. Drniš zauzimaju udruženi šibenski, kotarski i zagorski ustanici pod vodstvom harambaše petropoljskih krajišnika Mate Nakića-Vojnovića, za kojeg Andrija Kačić Miošić piše da je došao u Drniš i Petrovo polje iz Hercegovine sa svojom braćom i 2000 domaćinstava. Nakić-Vojnović pregovara s Mlecima uvjete da prime stanovnike s područja zagorskog ustanka obećavajući im odanost, plaćanje nameta te borbu protiv Turaka, zahtijevajući da svi zemljoposjednici zadrže svoje zemlje što Mlečani naposljetku i prihvate. Nakon zauzimanja Sinja u rujnu 1686. godine, harambaše "starih i novih Morlaka" jednoglasno su u Šibeniku proglasili Nakića serdarom, što je generalni providur Alessandro Molin i potvrdio 1690. godine kada ga je postavio na mjesto prvog drniškog serdara pod mletačkom upravom. Iste godine generalni providur Molin postavlja Marka Markovića za novog guvernatura Drniša i krajine cijelog kotara. Molin u prosincu iste godine za kninski kotar izdaje "članke redovne lige s pravilima običnim i uobičajenim u drugim kotarima". U tom pravilniku piše o Mati Nakiću: "Mate Nakić je serdar nad čitavim stanovništvom, kako u Drnišu tako i u ostalim djelovima kotara, u Kosovu, u Zagori i pod Prominom". Nakić se iz Šibenika nije vratio u svoje selo u Zagori već se uselio u bivši odžak Jusuf-age Drnišlijića u Drnišu i prisvojio njegov agaluk, ne čekajući investiture generelnog providura. Za to je vrijeme bio narodni serdar Petrovog polja, Promine i Zagore, dakle teritorij 2 kotara. Kasnije je njegovo serdarstvo prošireno na teritorij cijelog kninskog kotara. Međutim, generalni providur 1691. godine dijeli kninski kotar na drnišku serdariju i novu kninsko-vrličku serdariju na čelo koje postavlja Jovana Sinobada. Nakić titulu drniškog serdara drži samo 4 godine jer godine 1694. pogiba za vrijeme osvajanja Čitluka. Iduće godine mjesto serdara dodijeljeno je njegovom maloljetnom sinu Grguru Nakiću (I), kojeg je zastupao njegov rođak, kapetan Grgur Radnić. Grgur (I) prelazi 1715. godine u Knin za pomoćnika kolunela i sopraintendenta Ivana Butkovića, a njegovo mjesto drniškog serdara preuzima njegov rođak i imenjak Grgur Nakić (II). Kada je godine 1717. kolunel i sopraintendent Grgur (I) umro, generalni providur Mocenigo za drniškog serdara postavlja Grgurevog (I) maloljetnog sina Matu, a rođaka i imenjaka Grgura Nakića (II) premješta na mjesto serdara u Vrliku. Čini se da je Mate ubrzo umro, pošto 1719. godine na mjesto serdara dolazi Stipan Nakić, vjerojatno drugi sin Grgura Nakića (I). On na toj poziciji stoji do 1764. godine kada postaje kolunel. Tada ga zamjenjuje njegov sin Grgur Nakić (III) koji tu poziciju drži do 1778. godine kada nakon smrti oca prelazi na mjesto kolunela u Kninu. Tada serdar postaje njegov brat Ante Nakić koji je 1789. godine postao kolunel i sopraintendent krajine cijelog kotara. Pozicija kolunela i sopraintendenta te titula drniškog serdara se nasljeđivala s oca na sina u porodici Nakića. Prema nesigurnim podacima posljednji drniški serdar pod Venecijom bio je Bože Milović-Jović.
Oko polovice 1715. godine, za vrijeme Sinjskog rata, turska vojska se spuštala niz Prelog u Sinjsko polje s ciljem osvajanja Sinja, Vrlike i Drniša. Nakon uspješnog osvajanja Vrlike glavnina vojske krene opsjedati Sinj, dok se oko 2000 konjanika uputilo kroz Petrovo polje na Drniš gdje ih je porazio serdar Grgur Nakić Vojnović. Rat završava mirom u Požarevcu 1718. godine. Mir će u ovim krajevima trajati sve do pada Venecije 1797. godine.
Povijesna ostavština osmanske vladavine u Umljanovićima se vidi u etimološkom topografskom nazivu brda Balina (Balijina) glavica.

### 19. stoljeće
Nakon disolucije Mletačke Republike, vlast nad Dalmacijom spada Austrijskom Carstvu. Međutim ta vlast traje samo do 1805. godine kad je Dalmacija prepuštena Napoleonu mirom u Požunu 1805. godine, te ju je on inkorporirao u svoje Kraljevstvo Italije koje je bilo u personalnoj uniji s Francuskom. Mirom u Schönbrunnu 14. listopada 1809. godine Austrija prepušta Napoleonu slovenske zemlje i hrvatske zemlje južno od Save koje s Dalmacijom čine novu Ilirsku provinciju direktno pod francuskom vlašću. Za vrijeme francuskog upravljanja donose se bitni propisi: priznavanje zemlje seljacima, propis o upravljanju koritom Krke i Čikole radi sprječavanja poplava, poticanje agrikulture, ali i gradnja cesta i mostova, javnih cisterni itd.
Kongresom u Beču 1815. godine, godinu dana nakon poraza Napoleona, Austrija je stvorila Kraljevinu Dalmaciju koja je odvojena od ostatka Hrvatske. Austro-ugarskom nagodbom 1867. godine kraljevine Hrvatska i Slavonija se ujedinjuju i pripajaju Ugarskoj dok Kraljevina Dalmacija ostaje de facto pod vlašću Austrijske krune sve do njenog razrješenja krajem Prvog svjetskog rata 1918. godine, iako se hrvatsko-ugarskom nagodbom Dalmacija priznala kao dio Trojedne Kraljevine, što je krunidbenom zavjernicom jamčio i kralj.
Svojim ponovnim dolaskom na vlast u Dalmaciji, Austrija ponovno uspostavlja staru instituciju Teritorijalne vojske. Nova organizacija Teritorijalne vojske provedena je 19. srpnja 1821. godine, kad je donesen pravilnik i izvršena nova podjela Dalmacije s obzirom na Teritorijalnu vojsku. Prema navedenom pravilniku, vojne snage na kopnu i na otocima osnovane su radi provođenja zakona i organiziranja reda. Teritorijalna vojska sastoji se od 4 pukovnije, 24 serdarije i 7 podserdarija, te 576 pandura, za svaku serdariju po 24 pandura. Pukovnici i serdari, ako su bili ovlašteni od pukovnika, mogli su postavljati harambaše koji su stajali na čelu pandura, a panduri su birani od najuglednijih ljudi. Na području Umljanovića djelovala je Druga pukovnija, koja je imala sjedište u Šibeniku s postajom pukovnika također u Šibeniku, te u koju je spadala serdarija Drniš. Takva podjela je trajala sve do 1. studenog 1850. kada je uspostavljena žandarmerija kao stalna služba plaćenih oružnika. Teritorijalna vojska će postupno biti ukinuta jer se pokazala nedjelotvornom i bez dovoljno dobre organizacije i stege.

### Moderno doba
Na prijelazu stoljeća ljeti su bile česte suše, a zimi bi Čikola nabujala i poplavila te tako pogodovala razvoju malarije. Prema pisanju Narodnog lista u prvim mjesecima 1905. godine navodi se da je malarija najviše pogodila sela Ružić, Otavice, Umljanoviće, Kljake i Kričke.
Tijekom Prvog svjetskog rata u Dalmaciji nije bilo većih sukoba, osim nekoliko morskih napada na otoke. Unatoč tome, mobilizacijom vojnih obveznika 1914., kojih je samo s područja drniške općine bilo oko 5000, poljoprivreda je ostala bez najsposobnije radne snage, što se jako osjetilo na prihodima koji su gotovo prepolovljeni. Tijekom cijelog rata drniškom krajinom je vladala glad među stanovništvom. Većina vojnika s ovoga područja upućena je na talijansko ratište. Hrvatski Sabor je 29. listopada 1918. raskinuo sve dotadašnje državno-pravne sveze s Austro-Ugarskom te nekadašnje Kraljevine Hrvatsku, Slavoniju i Dalmaciju s Rijekom, proglasio neovisnom državom prema Ugarskoj i Austriji te odlučio da ona pristupa u zajedničku suverenu Državu Slovenaca, Hrvata i Srba, koja je osnovana istoga dana sa sjedištem u Zagrebu, priznajući Narodno vijeće za vrhovnu vlast u novoosnovanoj državi. Dana 1. srpnja 1918. regent Aleksandar Karađorđević bez ikakvih uvjeta proglasio je ujedinjenje Države SHS s Kraljevinom Srbijom u zajedničku državu Kraljevstvo Srba, Hrvata i Slovenaca. Iste godine Talijani su na osnovu Londonskog sporazuma iz 1915. godine okupirali Šibenik, a kad su pokušali bez borbe prodrijeti u Drniš, Drnišani su ih zaustavili i povratili u Šibenik. U međuvremenu dok su Talijani prikupljali vojne snage za okupaciju Drniša, Drnišani su tražili da prije njih u grad stigne srpska vojska. Tako je 20. srpnja 1918. u Drniš stiglo samo 20, a u Siverić 40 srpskih vojnika. Talijani, nakon što su prikupili u Žitniću oko 8000 vojnika sa znatnim brojem tenkova i oklopnih vozila, su ušli u zoru 29. srpnja 1918. u Drniš. Talijanska okupacija ovog kraja trajala je do travnja 1921. godine. Rapalskim ugovorom od 12. lipnja 1920. utvrđena je granica između Italije i Kraljevstva SHS. Tim ugovorom područje Drniša pripalo je Kraljevstvu SHS, kao i najveći dio okupirane Dalmacije. Početkom travnja 1921. godine Talijani napuštaju ovo područje, kada u Drniš ulaze postrojbe Kraljevstva SHS.
Na početku Drugog svjetskog rata Umljanovići su bili pod kontrolom ustaških snaga. Na području Petrovog polja nalazila se I. ustaška bojna VII. stajaćeg zdruga i Svilajska četnička brigada. Sveukupno 750 ustaških vojnika bilo je raspoređeno u selima: Kljake 260, Umljanovići 60, Ružić 80, Kričke 200, Bučići 60, Otavice 40 i Gradac. 50. Svilajska četnička brigada bila je raspoređena u selima Baljci, Kanjane, Kadina Glavica, Miočić i Biočić. Ustaše i četnici držali su položaje Sv. Ilija, Gabelin brijeg (brdo Greda iznad Gabelinog jezera), Balina glavica, žandarska stanica Ružić, Kričke, Bučići, Kanjane, Otavice, Gradac i Baljci, gdje su bili utvrđeni u suho zidanim bunkerima.
Dana 7. lipnja 1943. godine, između 3 i 4 sata ujutro, grupa partizana od 600 – 700 boraca iz Svilaje i Moseća predvođeni Bogdanom Njegušem iz Drniša i Martinom Sučićem iz Otavica napadaju ustaške položaje u Umljanovićima. Partizani su počeli otimanjem stoke i ostalih namirnica lokalnom stanovništvu. Seljacima su otjerali nekoliko konja, volova i sitne stoke (ovaca i janjaca). Partizane su za vrijeme pljačkanja napale ustaše I. satnije 9. pripremne bojne, koji su se nalazili na položaju u Kljacima te time pritekli u pomoć stanovnicima Umljanovića. Pričinjena šteta opljačkanom selu iznosila je prema izvorima preko 1 milijun NDH kuna. S opljačkanom stokom i ostalim materijalom partizani su krenuli k brdu Movran u Moseću na području općine Muć, gdje im se nalazila glavna komanda i skladište. U listopadu 1944. godine srušen je povijesni Vezovića most koji se koristio za prijelaz preko Čikole u selo Baljci.
Dana 21. ožujka 1943. godine, po naređenju zapovjednika talijanskog 18. armijskog korpusa, jedinice divizije Bergamo iz Splita, Klisa, Dicma, Sinja i Zelova, uz podršku zračnih snaga, počele su napade na Splitski partizanski odred u cilju njegovog odbacivanja s oslobođenog područja Muća. Iz pravca Zelova ustaše i Talijani napali su s oko 1000 vojnika, iz Dicma je napalo oko 1600 Talijana i 300 ustaša, dok je iz Prugova cestom Split – Muć dolazila kolona od 60 kamiona punih Talijana i ustaša. Zračna podrška izvršila je bombardiranje naselja Umljanović, Grbeše (Donje Vinovo), Visoka i Kladnjice, u svrhu zaštite talijanske vojske u zoni Muć.
Godine 1944. pristupajući neposrednom izvršavanju zadatka u vezi s djelovanjima u srednjoj Dalmaciji, štab 20. partizanske divizije donio je odluku da napadne ustaške i četničke posade po selima u Petrovom polju. Zadatak je bio da se zatvaranjem područja Mirlović Polje — Čavoglave — Vinovo — Milešina obuhvatnim napadom odsjeku ustaške i četničke snage u Petrovom polju od Drniša i potom ih se uništi, te time stvoriti preduvjet za presjecanje važne komunikacijske linije Šibenik — Drniš — Knin kojom su do tada nesmetano koristile njemačka i ustaška vojska. Za predstojeći napad, štab 20. divizije dao je zadatak 10. brigadi da dijelom snaga iz Mirlović Polja, napadne neprijatelja u selima Baljcima, Gradcu i Otavicama i zaseocima Bučićima i Gabriću te, uz pomoć 8. brigade kod zaseoka Gabrića, sa sjeverozapada zatvori obruč oko neprijatelja. Drugim dijelom snaga napadom preko Sinjala ovlada područjem Balina glavica – Vezovića most, te onemogući spajanje dijelova neprijatelja iz sela Umljanovića i Kljaka sa snagama u Ružiću. Zadatak 8. brigade bio je da iz Vinova, preko Moseća, napadne neprijatelja u selima Kljacima, Umljanoviću, Ružiću i Kričkama, a potom da se poveže s 10. brigadom sjeverno od zaseoka Borjana i uz njenu pomoć uništi neprijatelja u spomenutim selima. Brdskoj bateriji (3 topa kal. 65 mm) zadatak je bio da podrži prodor pješaštva napadom na neprijatelja u zaseocima Gabele i Žeravice u Umljanovićima.
Za vrijeme Domovinskog rata Umljanovići su bili pod hrvatskom kontrolom, u graničnoj zoni s Republikom Srpskom Krajinom. Tijekom rata, selo nije bilo okupirano. Na ovom području djelovale su 114. splitska i 142. drniška brigada, a nekoliko mjeseci u selu su bili stacionirani i pripadnici IX. bojne "Rafael vitez Boban".
Dana 3. siječnja 1992. godine u 18 sati trebalo je stupiti na snagu ranije potpisano primirje između Hrvatske vojske i JNA u cijeloj Hrvatskoj, pa su srpske snage, u nakani da prije toga otmu što više teritorija na drniškoj bojišnici od ranih jutarnjih sati započele žestoku artiljerijsku vatru iz bitnica. Najžešći artiljerijski i pješački napad Srbi su pokušali preko zaseoka Strunje u selu Moseć gdje su ih zaustavili pripadnici HOS-a i 114. brigade HV-a. Hrvatske obrambene jedinice koje su branile potez od Moseća do Mirlović Polja bile su: Trogirska bojna 114. brigade HV-a, samostalni vod "Skejo" IX. bojne HOS-a "Rafael vitez Boban", samostalni vod Umljanovići 113. brigade HV - "Žuti mravi", samostalna satnija "Brodomerkur", samostalni vod "Čavoglave" i samostalna satnija "Mirlović polje".
Žrtve Domovinskog rata iz Umljanovića:
- Mirko Gabela (1959.), poginuo u Umljanovićima 24.12.1992.
- Davor Šimundža (1962.), pogubljen u Dalju 20.11.1991.
- Ivan Lela (1950.), poginuo u Umljanovićima 24.11.1991.
- Mate Pućo (1968.), poginuo u Miljevcima 1992.
- Ivan Lela, (1919.), poginuo od granate u Umljanovićima 23.1.1993.

## Vjera
Stanovništvo je 100 % rimokatoličko. 
Kada je drniški kraj došao pod tursku vlast godine 1522., franjevci s Visovca prihvatili su pastorizaciju župe pod imenom Petrovo polje koja je obuhvaćala sva sela Drniške krajine. Godine 1700. župa Porođenja BDM sa sjedištem u Gradcu se odvaja od petropoljske i postaje samostalna. Takve stanje traje do izdvajanja današnje župe Sv. Ilija u Kljacima godine 1832. kada se izgradila nova crkva. Veći dio Umljanovića pripada župi sv. Ilije proroka, dok je manji dio ostao dijelom gradačke župe. Prema knjizi Šematizam šibenske biskupije iz 1893. godine, gdje su se između ostaloga vodio popis stanovnika u svakom selu šibenske biskupije podjeljenih po župama, u dijelu Umljanovića koji pripada gradačkoj župi živjelo je 65 ljudi, dok je u dijelu koji pripada Kljacima živjelo 320. Franjevci splitske provincije poslužuju obje župe od njihovog osamostaljenja. Obje župe spadaju pod drniški dekanat koji pripada šibenskoj biskupiji.
Okolo župne crkve nalazi se groblje, a 2009. godine je dovršena i mrtvačnica. Uz Umljanoviće, u župu spadaju i Kljaci, Mirlović Polje i Čavoglave. Trenutačni župnik je fra Ivan Lukač.
U groblju je kod župne crkve bila starohrvatska crkva iz 9. do 10. stoljeća. Od nje su pronađeni ulomci oltarne pregrade s plutejima, bogato ukrašeni pleterom, križevima i palmetama. Kamen je domaći te je siguran dokaz da je kameni namještaj za crkvu nastao na tom tlu. Ulomci su bili smješteni u samostanskoj zbirci u Sinju, ali su ustupljeni Muzeju hrvatskih arheoloških spomenika u Splitu. Prema fragmentima nepotpunog natpisa čini se da je bila posvećena Isusu Kristu.
Prva poznata crkva Sv. Ilije bila je od drva i slame. Za nju se godine 1708. reklo da je "dobro pokrivena", dok godine 1715. fra Filip Surković izvještava da su Truci zapalili i porušili crkvu do temelja. Godine 1725. biskupski poslanik Ivan Dobrojević u obilasku petropoljske župe navodi kako je crkva obnovljena poslije turskog uništavanja. Kamena crkva se izgradila 1832. godine, a današnji oblik dobiva 1871. godine.

## Stanovništvo

### Kretanje broja stanovništva
Stanovništvo je 100 % hrvatsko.
| broj stanovnika | 404   | 361   | 345   | 365   | 400   | 405   | 405   | 475   | 624   | 591   | 583   | 590   | 430   | 307   | 156   | 148   | 100   |
|                 | 1857. | 1869. | 1880. | 1890. | 1900. | 1910. | 1921. | 1931. | 1948. | 1953. | 1961. | 1971. | 1981. | 1991. | 2001. | 2011. | 2021. |

### Etnici i ktetici
Ktetik ùmljovačkī izveden je od krnje osnove nastale odbacivanjem središnjega sloga -an- i završnoga formanta -ići (: Umljanovići). Od tako skraćene osnove izvedeni su i etnici za muške i ženske rodove jednine i množine.
| Ojkonim     | Muški rod jednine | Ženski rod jednine | Muški rod množine | Ženski rod množine | Ktetik     |
| ----------- | ----------------- | ------------------ | ----------------- | ------------------ | ---------- |
| Umljánovići | Umljovčánac       | Ùmljōvka           | Ùmljovčāni        | Ùmljōvke           | ùmljovačkī |

### Govor
Stanovništvo govori zapadnim ili novoštokavskim ikavskim govorom. Ovaj se dijalekt naziva zapadnim (zauzima krajnji zapad štokavštine), a poznat je i pod imenima novoštokavski ikavski ili zapadnohercegovačko-dalmatinsko (zagorsko)-bosanski. U Hrvatskoj se govori ponajviše na jugu, od sjeverozapada Zagore do Opuzena i Metkovića. 

### Prezimena
Tijekom mletačko-turskih ratova autohtono stanovništvo Umljanovića, kao i ostatka Zagore, raseljava se po obali, najviše u Šibenik i Vranjic. Sljedeća prezimena su zabilježena prije migracija:
- Antunović
- Armenčić
- Barić
- Brajković
- Branković
- Brnjić
- Čulinović
- Ćaćić (Chiachich)
- Grgurević
- Hermenčić
- Ivanković
- Kaić (Caich)
- Kovačević
- Laličić
- Lalić
- Markotić
- Mihovilović
- Milišić
- Milosavić (Milozauich)
- Mužić (Musich)
- Nikolić
- Pavlović
- Pajić (Pagich)
- Pobratović
- Radišić
- Radovčić
- Saličić (Salicich)
- Utihović
- Vilić
- Vujačić (Vuacich)
- Vušković
- Zoričić

Nakon što je staro stanovništvo napustilo selo, kroz iduća stoljeća dolaze novi stanovnici, većinom iz Hercegovine. Većina prezimena zadržala su se do danas:
- Bačić (Bacich) – nastalo od prezimena Podbioka
- Božidar (Bosdar)
- Čagalj
- Ćulav (Chiulav)
- Delonga (Delongha)
- Đerek (Gjereck)
- Gabela (Gabella)
- Grizelj (Griselj)
- Ivanišević
- Ivanišević-Nogo
- Kaić (Caich, Cajch, Kaich)
- Lela - nastalo od prezimena Mešin
- Lovrinović (Lovrinovich)
- Mešin (Mesin, Mexin, Messin) – nastalo od prezimena Podbioka. Postoje različite grane porodice Mešin koji su povijesno imali različite nadimke: Mešin Delaš, Mešin Dević (Devo), Mešin Slančić
- Nogo (Nogho)
- Podbioka (Podbiocich, Podbiočić)
- Pućo (Pucich, Pučić)
- Rapo (Rapić)
- Relota (Lerota, Lerotich, Rellota)
- Šimundža (Simunza, Simunxa) – nastalo od prezimena Ivanišević. U mletačkom katastru iz 1725. godine upisan je Mate Ivanišević sin Šimuna, a da ga se razlikuje od Mate Ivaniševića sina Mijata upisuje mu se dodatno prezime Šimundža.
- Šušnjara (Susgniara)
- Triva
- Vrbatović (Varbatovich) – nastalo od prezimena Kovačević
- Žeravica (Xeravizza)

## Uprava
Za vrijeme Kandijskog rata dolazi do masovnog doseljavanja novog stanovništva u drnišku krajinu. Opći providuri Mletačke republike Alesandro Molin i Daniel Dolfin vrše razdiobu zemlje serdarima i novom stanovnišvu. Zbog naseljavanja i razdiobe zemljišta javlja se potreba da se u Drnišu uspostavi redovita uprava, stoga opći providur Molin imenuje 26. siječnja 1690. Marka Markovića iz Kaštela governaturom Drniša, Petrova polja i čitavog kninskog kotara. U prosincu iste godine Molin je, na molbu drniškog serdara Nakića Vojnovića i seoskih glavara drniškog kotara, propisao članke redovite Lige za Drnišku krajinu gdje određuje razdiobu vlasti te dužnosti svojih podanika. Provođenjem tih 14 članaka Molin uredio upravu Drniša i okolice. Državnu vlast predstavlja governatur, a narodnu serdari, harambaše i suci.
Nakon disolucije Mletačke republike, vlast nad Dalmacijom preuzela je Austrija. Dana 29. siječnja 1798. godine guverner Thurn je izdao poseban ukaz o osnivanju Mjesnog starješinstva Knina, pod čijom upravom su bili i Umljanovići. Mjesno starješinstvo Knina djelovalo je do kraja 1806. godine iako su Francuzi u veljači te godine preuzeli upravu Dalmacije. Mjesna starješinstva bila su prvostupanjska upravna i sudska vlast u Dalmaciji. Sudski poslovi odvijaju se odvojeno od upravno–političkih. Rektor ili sudac upravitelj obavljao je upravno-političke poslove, a prvi sudac prisjednik sudske poslove uz pomoć drugog prisjednika. Mjesno starješinstvo kao prvostupanjski sud nadležno je za kaznene predmete i građanske sporove ako vrijednost spora prelazi 20 fiorina ili 240 dalmatinskih lira. 
Područje mjesnog starješinstva nije se dijelilo na niže upravne jedinice već se poštovala teritorijalna podjela Teritorijalnih snaga – razdjeli ili serdarije (riparti), kao što nisu postojale niti niže institucije vlasti već su upravne funkcije na nižim razinama obavljali časnici (serdari, harambaše) Teritorijalnih snaga i dijelom župnici.
Nakon što je 1806. godine Napoleonova vojska zaposjela Dalmaciju, ubrzo je uspostavljena i francuska vlada na čelu s generalnim providurom Vickom Dandolom kao civilnim upraviteljem te generalom Augusteom Marmontom kao vojnim zapovjednikom pokrajine. Dalmacija je administrativno bila priključena Talijanskom Kraljevstvu, s glavnim centrom u Milanu. Tako je ostalo sve do 14. listopada 1809., kada je mirom u Schönbrunnu stvorena nova državna tvorevina pod imenom Ilirske pokrajine. Od tada su pokrajine ili kneževine koje su ulazile u sastav Ilirskih pokrajina postale direktno podređene Francuskoj. Dalmacija je teritorijalno podijeljena na okružja kao najveća teritorijalna tijela unutar kojih se nalazilo nekoliko kotara; unutar kotara su općine, a unutar općina sela. Prema takvoj podjeli Dalmacija je podijeljena na četiri okružja: zadarsko, šibensko, splitsko i makarsko. Dalmacija je upravno uređena na takav način da je na čelu pokrajine odnosno, pokrajinske vlade (providurije) tada stajao generalni providur s glavnom upravom. Na čelnom mjestu okružja, u njegovu glavnom sjedištu, namješten je povjerenik (delegato), a na čelu svakog kotara namješten je jedan podpovjerenik (Vice-delegato). Najniže teritorijalno-administrativno tijelo je općina, gdje se postavlja načelnik općine (sindaco), a na čelu seoskih općina je seoski poglavar, tzv. kapetan starješina (capitani-anziani). Općina Drniš, u koju su spadali Umljanovići, pripadala je Pokrajini Dalmaciji, Zadarskom okrugu te Kninskom kotaru.
Nakon ponovnog preuzimanja Dalmacije od Napoleona, prva zadaća Austrije bila je da organizira upravu i sudstvo u regiji. Organiziranje uprave povjereno je posebnoj Dvorskoj komisiji u Beču. Područje Dalmacije se krajem 1815. godine dijeli na sljedeće okruge: zadarski, splitski, dubrovački i kotorski, a već početkom 1816. godine dijeli se na pet okruga: zadarski, splitski, makarski, dubrovački i kotorski. U zadarski okrug ulazi 18 kotarskih općina, među kojima je i kotarska općina Drniš kojoj su pripadali Umljanovići. Prvu veću organizaciju uprave u Dalmaciji Austrija je provela 1823. godine na osnovi odluke donesene 4. svibnja 1821., a objavljene 1822., prema organizacijskom sustavu općina u pokrajini Lombardo-Veneto od 1816. godine. Prema ovoj podjeli Dalmacija se dijeli na četiri okruga: Zadar, Split, Dubrovnik i Kotor. Okruzi se dijele na kotare, a kotari na općine. Umljanovići su spadali u zadarski okrug, pod upravu kotara i općine Drniš. Po ovom organizacijskom sustavu naselja u kojima je živjelo najmanje 25 obitelji imala su seoskog glavara (capovilla). Imenovalo ih je okružno poglavarstvo i služba im je trajala tri godine, a mogla se i ponoviti. Seoski glavar je po potrebi imao po jednog pristava (aggiunto) i čauša (kurira). Nova administrativna podjela Dalmacije provedena je na osnovu zakona od 19. svibnja 1868. godine. Tim zakonom formiran je novi politički kotar Knin, pod kojeg je spala politička općina Drniš. Prema podjeli iz 1903. godine, Umljanovići imaju status poreske općine pod administrativnom upravom sudskog kotara i političke općine Drniš, koja je bila pod upravom političkog kotara Knin.
Popis poznatih glavara Umljanovića:
- Radivac sin Radbrata, morlački knez – 1528. – 1542.[6]
- Ivan sin Radivca, morlački knez – 1585.[6]
- Petar sin Ivanov, morlački knez – 1604.[6]
- Vid Radišić, morlački knez – 1620.[6]
- Ilija Barićević, harambaša – 1648.[63]
- Luka Brnjić, harambaša – 1648.[63]
- Duje Mešin sin Markov, harambaša – 1793.[67]
- ? Mešin, seoski glavar – 1836.[68]
- ? Mešin, seoski glavar – 1850.[69]
- Pavao Šušnjara, seoski glavar – 1871. (funkciju njegovog pristava vrši Marko Lovrinčević)[70]

U Kraljevini SHS Umljanovići su bili pod administrativnom upravom pokrajine Dalmacije i Šibenske županije od 1918. do 1922. godine. Nakon usvajanja Vidovdanskog ustava 1921. godine, 26. lipnja 1922. godine Kraljevina SHS dijeli se na 33 oblasti. Općina Drniš bila je u sastavu splitske oblasti i pripadala je Kotaru Šibeniku. Kotarski sud u Drnišu potpao je pod Okružni sud u Šibeniku i višem Zemaljskom sudu u Splitu. Podjela na oblasti je trajala do 1929. godine do proglašenja Kraljevine Jugoslavije kada se država podijelila na banovine. Umljanovići su bili pod administrativnom upravom Primorske banovine, koja je uspostavljena 1929. i postojala sve do 1939. godine, kada je, reorganiziranjem temeljem sporazuma Cvetković-Maček, spojena sa Savskom banovinom i još nekoliko manjih područja u Banovinu Hrvatsku. Godine 1941., Sile Osovine su napale i okupirale dijelove Primorske banovine. Obalna područja sa zaleđem, od Splita sve do Zadra su pripojena Italiji, dok je ostatak postao dijelom NDH i organiziran u sklopu novih župa sa sjedištima u Kninu, Mostaru i Omišu.
Umljanovići su za vrijeme NDH pripadali kotarskoj oblasti Drniš koja je uspostavljena 1. kolovoza 1941. godine. Drniška oblast pripadala je velikoj župi Bribir i Sidraga, sa sjedištem u Kninu, koja je trajala od 27. lipnja 1941. do 30. listopada 1943., kada je ukinuta. Njezin teritorij, kojemu je u međuvremenu nakon kapitulacije Italije bio priključen Šibenik gdje se sjedište župe tad i premjestilo, je bio uključen u novoosnovanu veliku župu Bribir, djelatnu od 1. studenoga 1943. godine. Građansku upravu u župi vodio je veliki župan kao pouzdanik vlade kojeg je imenovao poglavnik. 
U vezi odluke Oblasnog NOO Dalmacije, a u smislu zaključaka Oblasne Narodno-oslobodilačke skupštine Dalmacije održane 28. i 29. lipnja 1944. u Splitu, određuje se redoslijed izbora u kninskom okrugu. Izbori su se održali 18. veljače  1945. na području općine Drniš za seoske NOO: Kanjani koji sačinjavaju sela Kanjani, Kadina Glavica i Parčić, te za Kljake koji sačinjavaju sela Kljake, Umljanovići i Čavoglave. Pri ulazu partizana u Drniš 1945. godine i preuzimanju vlasti općina Drniš bila je razdijeljena na tri općine: Drniš, Miljevci i Zagora. Pod općinu Drniš spadala su sljedeća sela: Badanj, Biočić, Baljke, Čavoglave, Gradac, Kadina Glavica, Kanjani, Kljake, Kričke, Lišnjak, Miočić, Mirlović Polje, Otavice, Parčić, Ružić, Siverić, Štikovo, Tepljuh, Trbounje, Umljanovići, Varoš, Velušić, Žitnić i Moseć. Te godine osnovan je i seoski NOO Umljanović s predsjednikom Antom Mešinom, tajnikom Ivanom Lelom i članovima odbora Ilijom Mešinom, Ivanom Relotom, Petrom Šimundžom i Antom Čularom. Za vrijeme SFRJ Umljanovići su pripadali općini Drniš, koja je od 22. veljače 1974. do  31. prosinca 1986. godine bila dio Zajednice općina Split, koja se tad preimenovala u ZO Dalmacija sve do ukinuća 25. srpnja 1990. godine.
Na osnovi Ustava Republike Hrvatske zastupnički dom Sabora izglasao je 29. prosinca 1992. "Zakon o područjima županija, gradova i općina u Republici Hrvatskoj", prema kojem su formirani: 21 županija, 2 kotara, 70 gradova i 419 općina. Tada je formirana Šibenska županija sa sjedištem u Šibeniku, na području bivših općina Šibenik i Drniš. Isti dan je formirana i Zadarsko-kninska županija, koja je ukinuta 23. siječnja 1997. godine, kada je formirana današnja Šibensko-kninska županija, nastala pripajanjem kninskog područja Šibenskoj županiji. Općina Ružić formirana je 1993. godine odvajanjem od općine Drniš. Središte općine je u naselju Gradac, a dan općine se slavi na Malu Gospu (8. rujna). U općinu uz Umljanoviće još spadaju i Kljaci, Baljci, Gradac, Mirlović Polje, Čavoglave, Ružić, Otavice i Moseć. Matični broj Umljanovića je 66796, a matični broj općine je 03778. Trenutni načelnik općine je Dalibor Durdov.

## Gospodarstvo
Kao i u drugim naseljima općine Ružić većina se ljudi kao osnovnom ili usputnom djelatnošću bavi govedarstvom, peradarstvom, stočarstvom, te poljoprivredom i voćarstvom, dok su ostali zaposleni po poduzećima ili jer riječ o umirovljenicima.
Početkom 20. st. u Umljanovićima iskapanja boksita provodilo je Rudarsko i industrijsko društvo „Aluminij“, osnovano tijekom Prvog svjetskog rata, 1917. godine u Zagrebu. Društvo je tih ranih 20-ih godina držalo ponajbolja boksitna polja oko Drniša (Kalun, Žitnić, Moseć, Ružić, Umljanovići, Planjane) i u Hercegovini kod Čitluka.

## Poznate osobe

### Vojska
- Testimos – delmatski vojskovođa
- Maksim Dazantov – menzor I. Asturske kohorte[76]
- Caius Aemilius Ingenuus – konzularni beneficijar i pripadnik XI. legije Claudia[77]
- Valerius Severus – konzularni beneficijar i pripadnik XIII. legije Gemina[78]
- Publius Aelius – konzularni beneficijar i pripadnik XI. legije Claudia[79]
- Vercaius Mendi – eques legije Ala nova Claudia i turme Licini, pripadnik keltskog naroda Varciani[80]
- Petar Vrbatović – umirovljeni poručnik izvidničke satnije 4. gardijske brigade

### Politika i sudstvo
- Marko Aurelije Lukanus – duovir i dekurion municipija Magnuma[26]
- Radivac, sin Radbrada – knez vlaškog džemata sela Treskale[6]
- Ivan, sin Radivca – morlački knez[6]
- Petar, sin Ivana – morlački knez[6]
- Vid Radišić – morlački knez (17. st)[6]
- Dinko Mešin – sudac općinskog suda u Splitu

### Vjera
- don Nikola Lalić – kapelan crkve sv. Martina u Vranjicu (17. st)
- fra Stjepan Podbioka – franjevac i kapelan župe Petrovo Polje (18. st)[81]
- fra Nikola Podbioka – franjevac i župnik župe Petrovo polje (18. st)[81]

### Sport
- Ivan Šimundža Relata – nekadašnji višestruki europski boksački prvak i sadašnji trener boksa[82]
- Mirko Đerek – prvak Jugoslavije u kickboxingu i treći u Europi[82]
- Ana Đerek – hrvatska gimnastičarka i olimpijka[82]

### Ostalo
- Igor Mešin – hrvatski voditelj i glumac[83]
- Severina Vučković – hrvatska pjevačica[82]
- Petar Bučević – publicist i pisac[82]

## Povijesne i prirodne znamenitosti

### Prirodne znamenitosti
- Gabelino jezero
- Jama Riđovka
- Čikola

### Arheološki lokaliteti
- Bačića gradina – prapovijest,
- Balina glavica – prapovijest, antika, srednji vijek,
- Šematorij – antika,
- Greblje – srednji vijek.[84]

### Ostale znamenitosti
- Na zidu kuće u zaseoku Mešini u bočni zid uzidan je spomenik na kojemu je prikaz boga Mitre u trenutku tauroktonije (ubijanja bika)[85]
- Na mnogim starijim kućama u selu se mogu vidjeti kamenja uzeta s ruševina municipija Magnuma
- Kapelica Gospe Lurdske

### Arheološka zona
Godine 2009. rekognosciran je prostor koji omeđuje rijeka Čikola na sjeveru, državna cesta D56 na jugu i Balina glavica na istoku. Pokusnim sondama već na maloj dubini uočeni su ostaci arhitekture, a brojne mocire i gomile podno Baline glavice pune šuta i tegula skrivaju starije zidove koji se mjestimično i vide. Na tom prostoru nema bilo kakvih nasada poljoprivrednih kultura jer su mještani davno uočili da je podno Baline glavice zbog postojanja zidova nemoguće saditi poljoprivredne kulture. Razlog rekognosciranja prostora podno Baline glavice jest namjera Šibensko-kninske županije da na tom mjestu sagradi hidroakumulaciju. Pozicija hidroakumulacije utvrđena je Prostornim planom Šibensko-kninske županije još 2002. godine, ali je u istom planu naznačena i arheološka zona na širem prostoru Baline glavice i Umljanovića. Najveći i najvažniji dio hidroakumulacije, koji je trebao poslužiti za natapanje Petrovog polja, nalazio bi se točno podno Baline glavice upravo u centralnom urbaniziranom dijelu municipija Magna. Poznavajući rezultate sondiranja prostora Baline glavice, dostupnu arheološku izvornu građu i znanstvenu literaturu o tom prostoru, nadležni Konzervatorski odjel u Šibeniku u okviru svojih ovlasti uspostavio je preventivnu zaštitu nad opisanim prostorom kako ne bi došlo do potapanja i trajne devastacije arheološkog nalazišta. Rješenje o preventivnoj zaštiti arheološke zone Umljanović ispušteno je 10. prosinca 2008. godine, a kulturno dobro upisano je u Registar zaštićenih kulturnih dobara pod brojem P-3075. Nakon što je i konzervatorskim elaboratom, izrađenim u Ministarstvu kulture, utvrđena vrijednost i prostornost nalazišta odlučeno je da se brana hidroakumulacije pomakne znatno sjevernije tako da prostor podno Baline glavice više ne bi bio ugrožen.

## Obrazovanje
U Umljanovićima ne postoji osnovna ni srednja škola. 
Drniška općina godine 1934. poziva gradačkog župnika da predloži odbor za gradnju škole za Gradac i Baljke, što on čini iste godine. Župnik 1937. piše Banskoj upravi u Split da seljaci daju badava teren i nadnice za gradnju škole i moli je da pristupi gradnji. Molbu istog sadržaja župnik šalje i godine 1939. Banskoj ispostavi u Splitu. Godine 1940. moli za gradnju škola ne samo u Gradcu nego i u Ružiću, Moseću i Umljanoviću. Nije uspio da se sagrade školske zgrade i otvore pučke škole u tim selima, iako je često molio nadležne ustanove da se škole otvore. Tek nakon 2. svjetskog rata započeta je izgradnja osnovne škole na brdu Greblje, ali njena izgradnja nije dovršena. Godine 2015. općina Ružić započela je projekt prenamjene nedovršene zgrade škole u društveni dom.
Na području općine Ružić djeluje Dječji vrtić "Ježići" koji se nalazi u Gradcu. Vrtić djeluje kao područno odjeljenje Dječjeg vrtića Drniš.
Područna škola Gradac utemeljena je nakon 2. svjetskog rata kao Osnovna Škola Ivan Meštrović Gradac koja je uz područne škole u Mirlović Polju, Čavoglavama, Kljacima i Otavicama bila središnja obrazovna ustanova Petrova polja. U Domovinskom ratu školu su spalili Srbi, a nakon oslobođenja i poslijeratne obnove škola je ustrojena kao područno odjeljenje Osnovne škole Antuna Mihanovića Petropoljskog iz Drniša. Danas su sve područne škole u općini zatvorene, tako da na području devet općinskih naselja škola u Gradcu egzistira kao jedini obrazovni objekt, gdje nastavu pohađaju i učenici iz Umljanovića.

## Kultura i tradicija
U Umljanovićima se tradicionalno nosila narodna nošnja drniškog kraja s najprepoznatljivijim dijelom nošnje – drniškom kapom. Ženska narodna nošnja sastoji se od (od glave prema stopalima): marama ili okruga, košulja (od konopljinog, lanenog ili pamučnog platna), primetača, haljina ili u nekih povaljenica (carza, vuštan), pregača, tkanica (pojas, pas), zobnica (torba), sadak (haljetak bez rukava, duži ili kraći najčešće od sukna), bičve, grlići, terluci (čarape), opanci ili gumenjaši. Muška narodna nošnja sastoji se od (od glave prema stopalima): zavičajna kapa – drniška kapa, košulja, krožet koji se za svečanije prigode dodatno ukrašavao filigranskom dugmadi (pucima), kaparan (kaputić s rukavima), pas, gaće, bičve, terluci, opanci i kaban (dugi ogrtači s kapuljačom). Tradicionalne nošnje i običaje drniške krajine u ovim krajevima održavaju Etno udruga Petrovo polje i Kulturno umjetničko društvo Sveti Ilija Kljaci.
Etno udruga Petrovo polje, osnovana u ljeto 2009. godine od samog početka postala je pokretač društvenog života kroz niz društveno afirmativnih projekata. Udruga je osnovana s ciljem svekolikog razvoja i unaprjeđenja općine Ružić, posebice potičući svoje članove da rade na obnovi i oživljavanju narodnih običaja i tradicije petropoljskih naselja. U studenom 2009. godine osnovana je i folklorna sekcija Etno udruge kao začetak budućeg kulturno-umjetničkog društva. Folklorna sekcija je u samo nekoliko mjeseci djelovanja izrasla u respektabilnu folklornu skupinu s vrlo zapaženim nastupima na brojnim domaćim i međunarodnim manifestacijama.
KUD Sveti Ilija Kljaci je osnovano u siječnju 2011. godine s ciljem očuvanja mnogobrojnih tradicijskih vrijednosti svoga kraja, te je kao takvo najmlađe na području Šibensko-kninske županije. Kulturno-umjetničko društvo Sveti Ilija Kljaci želi njegovati kulturnu i tradicionalnu baštinu ovog dijela dalmatinskog zaleđa, posebice područja općine Ružić i susjednih, srodnih sela. Cilj im je očuvanje ugrožene nematerijalne baštine i prenošenje na mlađe naraštaje bogatstvo pjesama, plesova i običaja petropoljskog kraja. Društvo je jedan od pokretača i organizatora Međužupanijske smotre folklora "Ilindanska večer", koja se od 2011. godine svake godine održava u srpnju u Kljacima.
"Eko udruga za zaštitu izvora, okoliša, kulturne baštine i jezera sela Umljanović", skraćeno "Eko Umljanović" osnovana je u 7. studenoga 2024. godine sa sjedištem u Umljanovićima na inicijativu nekolicine mještana i zaljubljenika u prirodne ljepote lokalne sredine. Ciljevi udruge sukladno statutu su promicanje, razvitak i zaštita izvora i jezera, te cjelokupnog prirodnog okoliša i kulturne baštine sela. Djelatnosti kojima se ostvaruju ciljevi udruge su: Okupljanje i organiziranje građana koji imaju zajednički cilj očuvanja okoliša, promicanje i unapređivanje svijesti građana o važnosti zaštite okoliša, zaštita i održivo korištenje izvora i jezera, očuvanje posebnih vrijednosti prirodnog područja, zaštita i održivo korištenje šuma i tla, organiziranje savjetovanja, predavanja, seminara, kongresa, tribina i drugih stručnih skupova o problemima zaštite okoliša, te mnoge druge aktivnosti.

## Šport
U Umljanovićima je djelovao MNK Umljanović, koji je sudjelovao u raznim malonogometnim turnirima drniške krajine kao što su memorijalni turnir "7 heroja" u Kljacima, turnir petropoljskih sela u Gradcu i turnir sv. Roko u Drnišu.
Nekada je postojao nogometni klub koji se u početku zvao NK Šenedija Umljanović, a poslije se preimenovao u Rašeljka Umljanovići. Boja dresova im je bila narančasta, a igralište im se zvalo Velike livade.

## Zaštićene životinjske vrste
Na području općine Ružić prema dostupnim podacima iz crvenih knjiga ugroženih vrsta Hrvatske i postojećih studija, stalno ili povremeno žive sljedeće ugrožene i zaštićene vrste:

### Sisavci
Prema Crvenoj knjizi ugroženih sisavaca Hrvatske, šire područje općine Ružić je stvarno ili potencijalno područje rasprostranjenosti većeg broja ugroženih i/ili zaštićenih vrsta sisavaca.
| Znanstveno ime vrste      | Hrvatsko ime vrste       | Regionalna kategorija ugroženosti | ZZP zaštićenost |
| ------------------------- | ------------------------ | --------------------------------- | --------------- |
| Canis lupus               | Sivi vuk                 | NT                                | SZ              |
| Eliomys quercinus         | Vrtni puh                | NT                                | Z               |
| Glis glis                 | Sivi puh                 | LC                                | Z               |
| Lepus europaeus           | Europski zec             | NT                                | Z               |
| Miniopterus schreibersi   | Dugokrili pršnjak        | EN                                | SZ              |
| Myotis bechsteini         | Velikouhi šišmiš         | VU                                | SZ              |
| Myotis emarginatus        | Riđi šišmiš              | NT                                | SZ              |
| Myotis myotis             | Veliki šišmiš            | NT                                | SZ              |
| Plecotus kolombatovici    | Primorski dugouhi šišmiš | DD                                | SZ              |
| Rhinolophus blasii        | Blazijev potkovnjak      | VU                                | SZ              |
| Rhinolophus euryale       | Južni potkovnjak         | VU                                | SZ              |
| Rhinolophus ferrumequinum | Veliki potkovnjak        | NT                                | SZ              |
| Rhinolophus hipposideros  | Mali potkovnjak          | NT                                | SZ              |

(SZ – strogo zaštićena svojta, Z – zaštićena svojta; EN – ugrožena, VU – rizična, NT – potencijalno ugrožena, LC – najmanje
zabrinjavajuća, DD – vjerojatno ugrožena)

### Ptice
Šire područje općine Ružić je stvarno ili potencijalno područje rasprostranjenosti većeg broja ugroženih i/ili zaštićenih ptica.
| Znanstveno ime vrste     | Hrvatsko ime vrste     | Regionalna kategorija ugroženosti | Vrsta populacije |
| ------------------------ | ---------------------- | --------------------------------- | ---------------- |
| Actitis hypoleucos       | Mala prutka            | VU                                | GP               |
| Acrocephalus melanopogon | Crnoprugasti trstenjak | LC                                | ZP               |
| Anthus campestris        | Smeđoleđa trnokljunka  | LC                                | GP               |
| Aquila chrysaetos        | Suri orao              | EN                                | GP               |
| Burhinus oedicnemus      | Ćukavica               | DD                                | GP               |
| Circaetus gallicus       | Zmijar                 | VU                                | GP               |
| Circus pygargus          | Eja livadarka          | EN                                | GP               |
| Clamator glandarius      | Afrička kukavica       | EN                                | GP               |
| Emberiza hortulana       | Vrtna strnadica        | NT                                | GP               |
| Falco columbarius        | Mali sokol             | EN                                | GP               |
| Falco peregrinus         | Sivi sokol             | VU                                | GP               |
| Aquila fasciata          | Planinski orao         | CR                                | GP               |
| Hippolais olivetorum     | Voljić maslinar        | DD                                | GP               |
| Ixobrychus minutus       | Čapljica voljak        | NT                                | GP               |
| Lanius minor             | Sivi svračak           | LC                                | GP               |
| Lullula arborea          | Ševa krunica           | LC                                | GP               |
| Lymnocryptes minimus     | Mala šljuka            | DD                                | NGP              |
| Melanocorypha calandra   | Velika ševa            | EN                                | GP               |
| Pluvialis apricaria      | Troprsti zlatar        | LC                                | NGP              |

(CR – kritično ugrožene, EN – ugrožene, VU – osjetljive, NT – niskorizične, LC – najmanje zabrinjavajuće, DD – nedovoljno poznate; GP – gnijezdeća populacija, NGP – negnijezdeća populacija, ZP – zimujuća populacija, PP – preletnička populacija)

### Vodozemci
Prema Crvenoj knjizi vodozemaca i gmazova Hrvatske, područje općine Ružić je stanište sljedećih strogo zaštićenih vrsta vodozemaca:
| Znanstveno ime vrste | Hrvatsko ime vrste | Regionalna kategorija ugroženosti | ZZP zaštićenost |
| -------------------- | ------------------ | --------------------------------- | --------------- |
| Hyla arborea         | Obična gatalinka   | NT                                | SZ              |
| Triturus vulgaris    | Mali vodenjak      | DD                                | SZ              |

(SZ – strogo zaštićene, Z – zaštićene, CR – kritično ugrožene, EN – ugrožene, VU – osjetljive, NT – niskorizične, LC – najmanje zabrinjavajuće, DD – nedovoljno poznate)

### Gmazovi
Prema Crvenoj knjizi vodozemaca i gmazova Hrvatske, područje općine Ružić je stanište sljedećih strogo zaštićenih vrsta gmazova:
| Znanstveno ime vrste | Hrvatsko ime vrste | Regionalna kategorija ugroženosti | ZZP zaštićenost |
| -------------------- | ------------------ | --------------------------------- | --------------- |
| Natrix tessellata    | Ribarica           | DD                                | SZ              |
| Testudo hermanni     | Obična čančara     | NT                                | SZ              |
| Zamenis situla       | Crvenkrpica        | DD                                | SZ              |

(SZ – strogo zaštićene, Z – zaštićene, CR – kritično ugrožene, EN – ugrožene, VU – osjetljive, NT – niskorizične, LC – najmanje
zabrinjavajuće, DD – nedovoljno poznate)

### Ribe
| Znanstveno ime vrste   | Hrvatsko ime vrste  | Regionalna kategorija ugroženosti | ZZP zaštićenost |
| ---------------------- | ------------------- | --------------------------------- | --------------- |
| Aulopyge huegelii      | Oštrulja            | EN                                | SZ              |
| Phoxinellus dalmaticus | Dalmatinska gaovica | VU                                | SZ              |
| Salaria fluviatilis    | Babica riječna      | VU                                | SZ              |
| Salmo trutta           | Potočna pastrva     | VU                                | Z               |
| Telestes turskyi       | Turski klen         | CR                                | SZ              |

(SZ – strogo zaštićena svojta, Z – zaštićena svojta; CR – kritično ugrožena, EN – ugrožena, VU – rizična, NT – potencijalno
ugrožena, LC – najmanje zabrinjavajuća, DD – vjerojatno ugrožena)

### Leptiri
Prema Crvenoj knjizi danjih leptira Hrvatske, područje općine Ružić je stanište više strogo zaštićenih vrsta leptira.
| Znanstveno ime vrste    | Hrvatsko ime vrste | Regionalna kategorija ugroženosti | ZZP zaštićenost |
| ----------------------- | ------------------ | --------------------------------- | --------------- |
| Maculinea alcon rebeli  | Gorski plavac      | VU                                | SZ              |
| Parnassius mnemosyne    | Crni apolon        | NT                                | SZ              |
| Proterebia afra dalmata | Dalmatinski okaš   | DD                                | SZ              |
| Zerynthia polyxena      | Uskršnji leptir    | NT                                | SZ              |

(SZ – strogo zaštićene, Z – zaštićene; CR – kritično ugrožene, VU – osjetljive, NT – niskorizične, DD – nedovoljno poznate)

## Zanimljivosti
- Sinotion (Synodion) se pojavljuje u strateškoj igri Imperator: Rome, švedskog izdavača videoigara Paradox Interactive, izdane 2019. godine.

- Godine 1972. u selo je uvedena električna energija.[95]

- Glavni lik romana "Ispovijedi nekarakternog čovjeka" autora Ive Brešana neko vrijeme boravi u Umljanovićima tijekom Drugog svjetskog rata.[96]

- Do sredine 19. stoljeća planine drniškog kraja su gotovo ostale bez vegetacije, što je onda nametalo potrebu njezine obnove. Već oko 1870. godine započelo se s pošumljavanjem Moseća, a nakon toga uslijedilo je pošumljavanje drugih predjela drniškog kraja. Do sredine 1884. godine u čitavoj općini zasadilo se 226.000 šumskih sadnica. Kao posebnost se navodi da su u Umljanovićima postojali hrastovi debljine dva hvata u promjeru (1 hvat je iznosio 1.89m).[97]

- Na zemljopisnoj karti Dalmacije i područja oko Dubrovnika (Carte von Dalmatien und dem gebieth von Ragusa) iz 1810. godine, autora Maximiliana de Trauxa, Umljanovići su greškom ucrtani dva puta pod dva različita naziva, Umliane i Sumlianovich.[98]

- Vapnenačke stijene se odlikuju dobrom uslojenošću i mjestimičnom laminacijom. Njihova boja je siva, tamno siva i crna radi primjese bitumenske tvari i često su presijecani s bijelim kalcitnim žilama. Na području sela Glavice (kod Sinja) i Umljanovića, prekrasni kristali fluorita nalaze se u vapnencima u bijelim kalcitnim žilama.[99]

## Promet
Kroz Umljanoviće prolazi državna cesta D56.
Kroz Umljanoviće prometuje autobusna linija broj 80, splitskog gradskog autobusnog prijevoznika Promet Split, koja povezuje Split i Drniš.

## Galerija
- Arheološka zona Balina glavica u Umljanovićima
- Kapelica Gospe Lurdske
- Poklopac dječjeg sarkofaga pronađen u Umljanovićima kojeg je otkupio Gradski muzej Drniša 1983. godine
- Zavjetni žrtvenik posvećen Junoni, pronađen u Umljanovićima te donesen u Gradski muzej Drniša 1981. godine
- Društveni dom na brdu Grablje, izgrađen na temeljima nedovršene osnovne škole
- Bačića gradina

## Vanjske poveznice
- Republika Hrvatska – Državni zavod za statistiku: Naselja i stanovništvo Republike Hrvatske 1857. – 2011.
- Umljanovići
- Župa sv. Ilije Kljaci
- Popis rimskih natpisa pronađenih na Balinoj glavici

|  | Portal Hrvatske: pristup člancima s tematikom o Hrvatskoj |